# 木曽川
木曽川（きそがわ）は、長野県から岐阜県・愛知県・三重県を経て伊勢湾に注ぐ木曽川水系の本流で一級河川、いわゆる木曽三川の一つ。

## 地理

### 本流

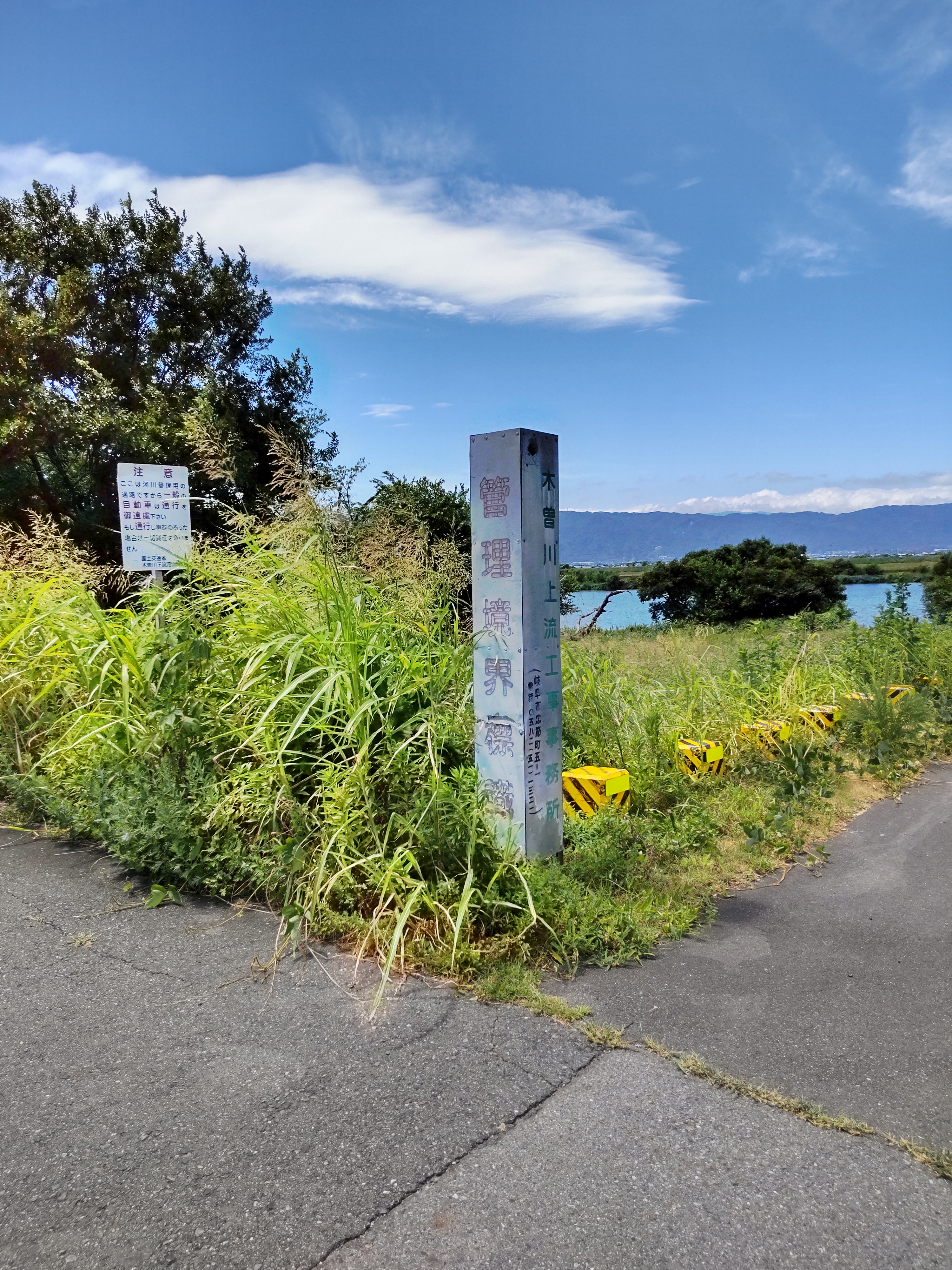
岐阜県海津市海津町成戸にある木曽三川分流碑周辺に設置された上流と下流の管理境界標識

長野県木曽郡木祖村の鉢盛山（2,446メートル）南方を水源とし、南西に流れている。鳥居峠西側を南に向かって流れ御嶽山から流れ来る王滝川を合わせた後、木曽の桟や寝覚の床などの渓谷を形成しながら岐阜県中津川市に入り流れを西に変える。
中津川市より可児市までの間は恵那峡、深沢峡、蘇水峡といった峡谷を形成し、濃尾平野東部に出て美濃加茂市と可児市の境界で飛騨川と合流する。飛騨川合流後の可児市から愛知県犬山市の犬山城付近まで再度渓谷を形成し、これらを総称して「日本ライン」と呼ぶ。この区域は1931年（昭和6年）に国の名勝に指定されているほか、中流域が1985年（昭和60年）に環境庁（現・環境省）の「名水百選」に選定された。
各務原市と愛知県犬山市の境界付近から再度濃尾平野に出て、各務原市川島地区で一旦3つの流れに分流し（三派川地区）、国道22号新木曽川橋付近で再度合流する。下流域ではかつて揖斐川、長良川と合流・分流を繰り返し輪中が発達していたが、江戸時代以降何度となく改修工事が繰り返され、現在では分離されている。三重県桑名市長島町と木曽岬町との境で伊勢湾に注ぐ。延長229キロメートルは、最上川と並び全国7位の長さである。揖斐川、長良川流域を除く流域面積は5,275平方キロメートルである。
一級河川指定区間の管理者は国土交通省中部地方整備局で、木曽川・長良川間の背割堤の最上流端（岐阜県海津市海津町成戸）に設置された三川分流碑の近くに木曽川下流河川事務所と木曽川上流河川事務所の管理境界標識が設置されている。

### 木曽川水系
揖斐川及び長良川は、河川法上では木曽川水系に包括されている。江戸時代までは現在の木曽三川公園付近までに木曽川・揖斐川・長良川の三川が全て合流し、東西の2筋に分かれて伊勢湾に注いでいた。明治時代の木曽三川分流工事によって分流がなされ、現在では揖斐川・長良川は伊勢大橋付近で合流するものの、木曽川は揖斐川・長良川と合流することなく伊勢湾まで至っている。
流域は長野・岐阜・愛知・三重・滋賀の5県にまたがり、水系全体の流域面積9,100平方キロメートルは日本国内の水系で5番目に広い。水系全体で391の一級河川があり（詳細は#主な支流）、河川延長は全体で246.5キロメートル。

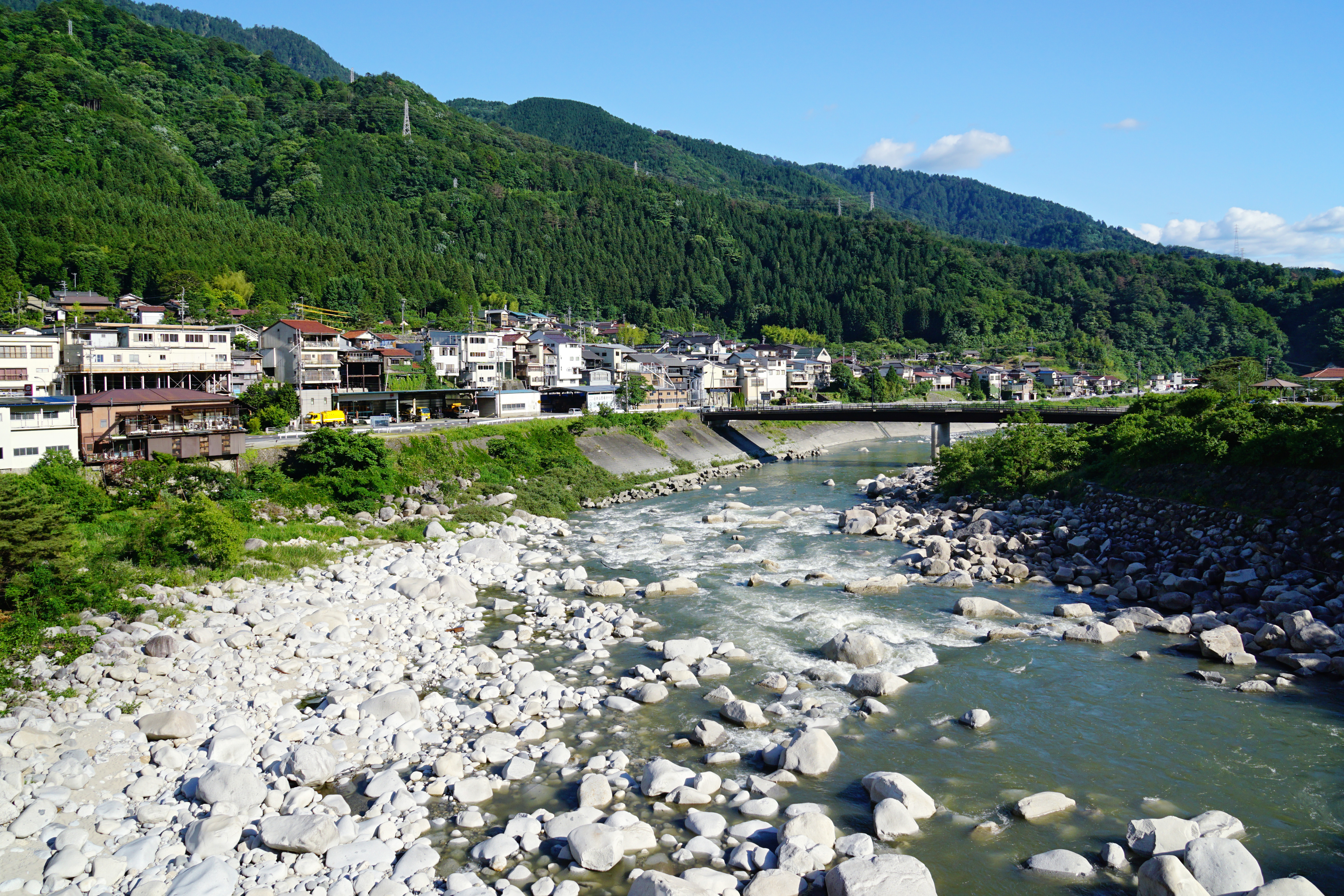
桃介橋から望む木曽川。 （長野県南木曽町、2014年（平成26年）10月）
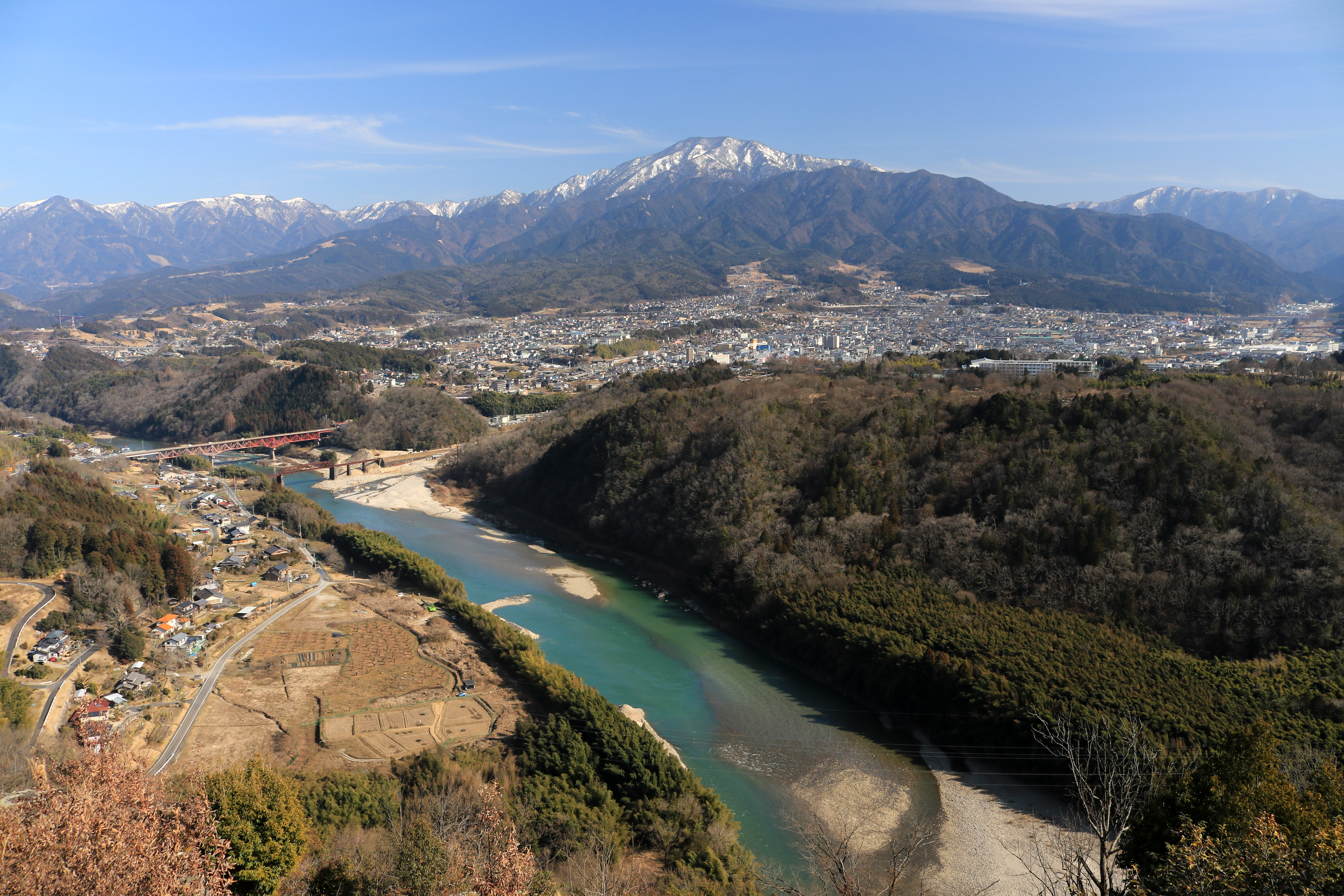
苗木城址から望む木曽川。 （岐阜県中津川市、2017年（平成29年）3月）
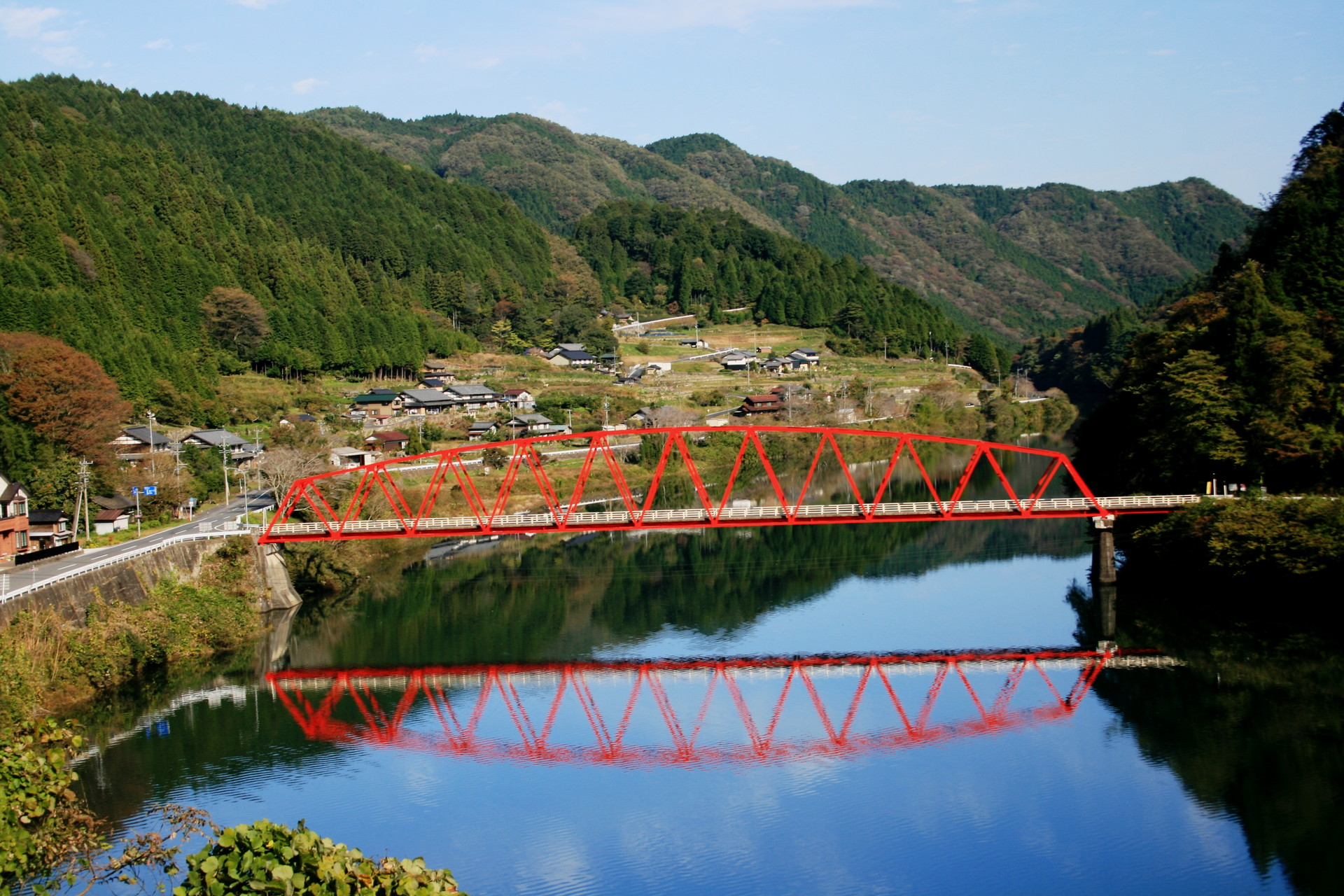
武並橋と木曽川。 （岐阜県恵那市、2011年（平成23年）11月）
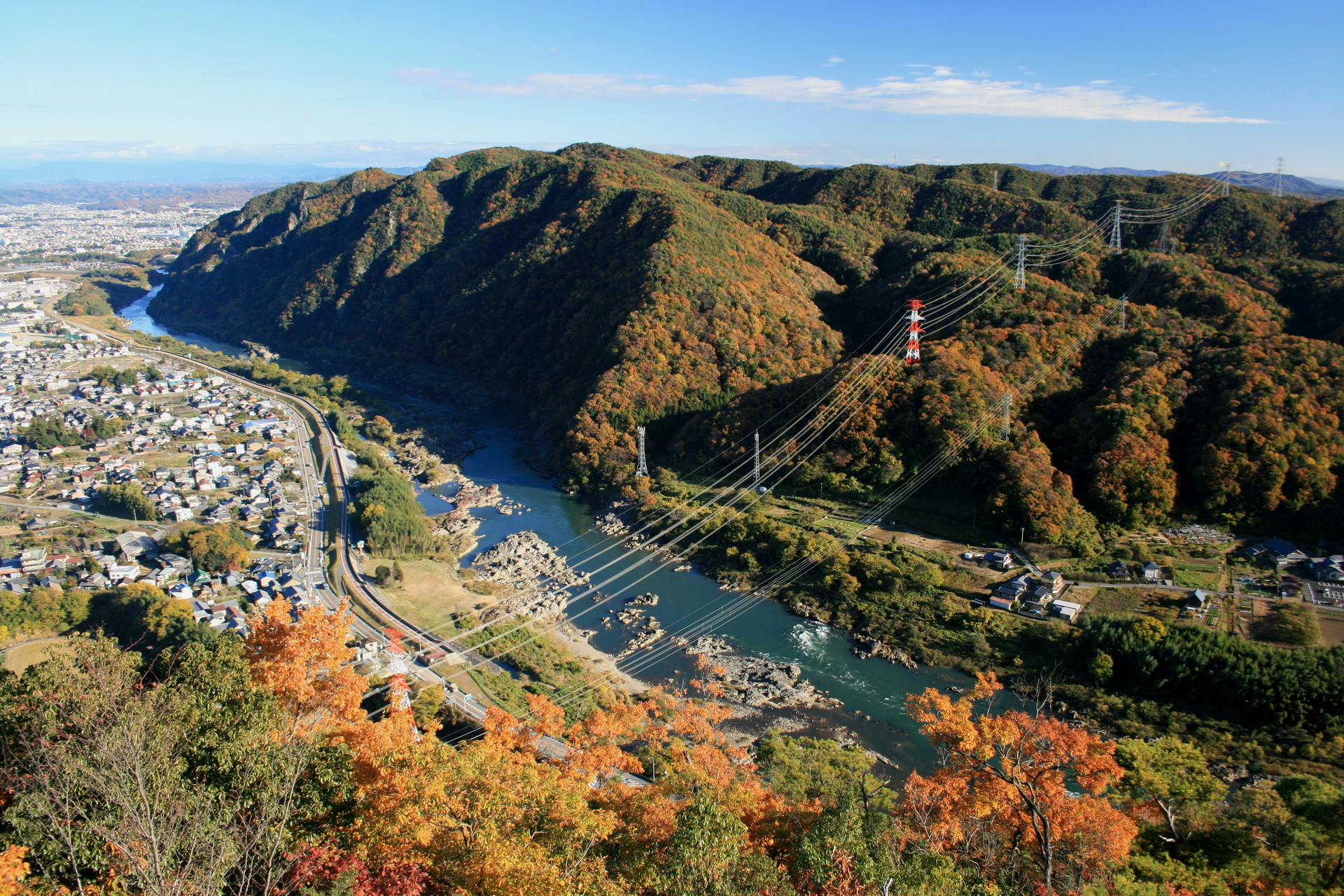
猿啄城址から望む木曽川（日本ライン）。 （岐阜県坂祝町、2010年（平成22年）11月）
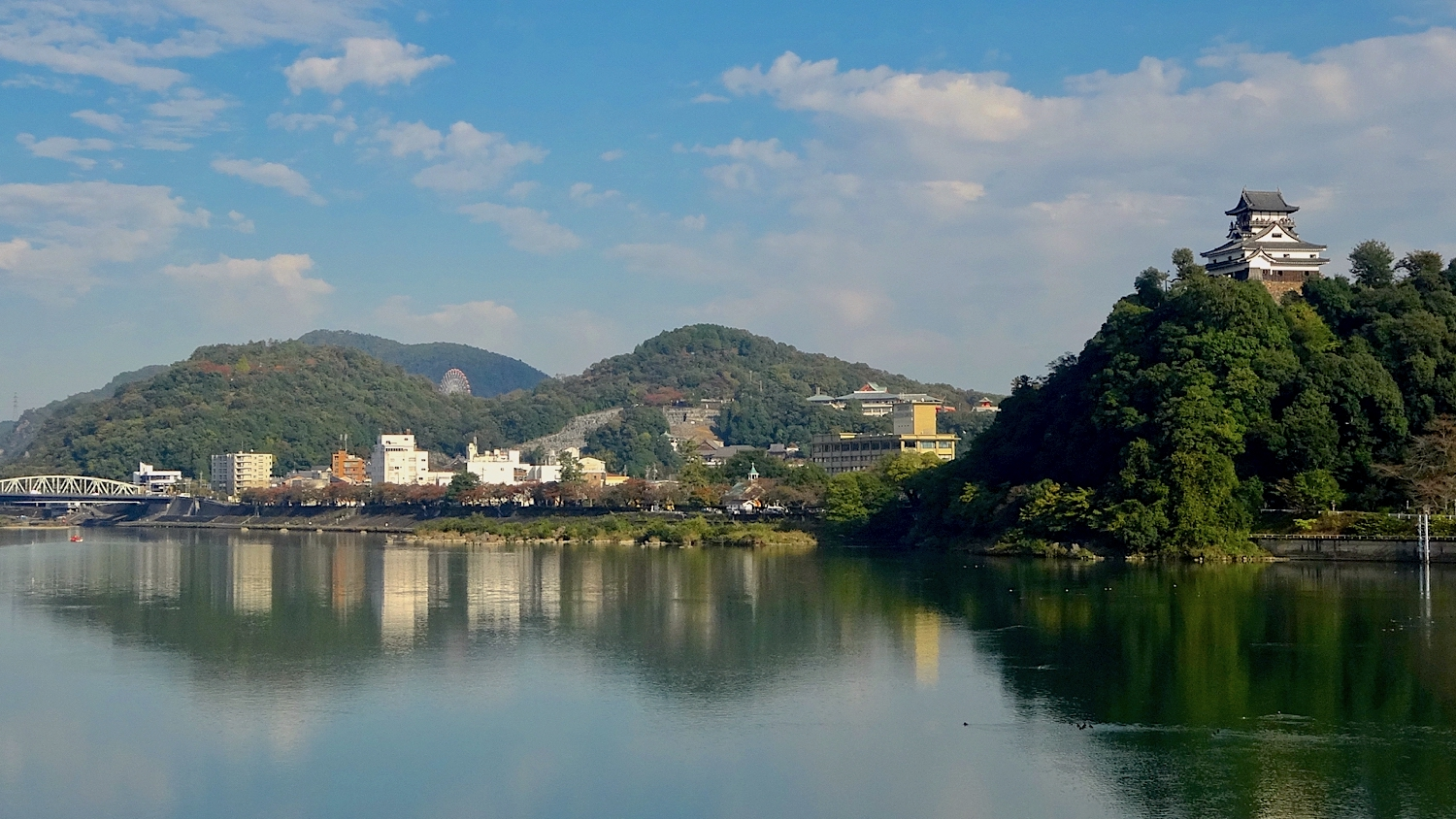
ライン大橋から望む木曽川と犬山城。 （岐阜県各務原市、2014年（平成26年）10月）
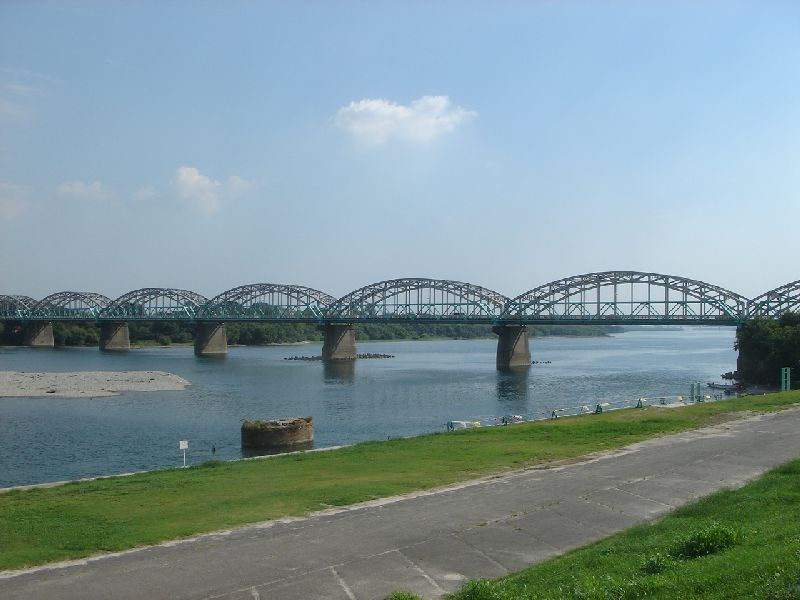
木曽川橋と木曽川。 （岐阜県笠松町、2006年（平成18年）9月）
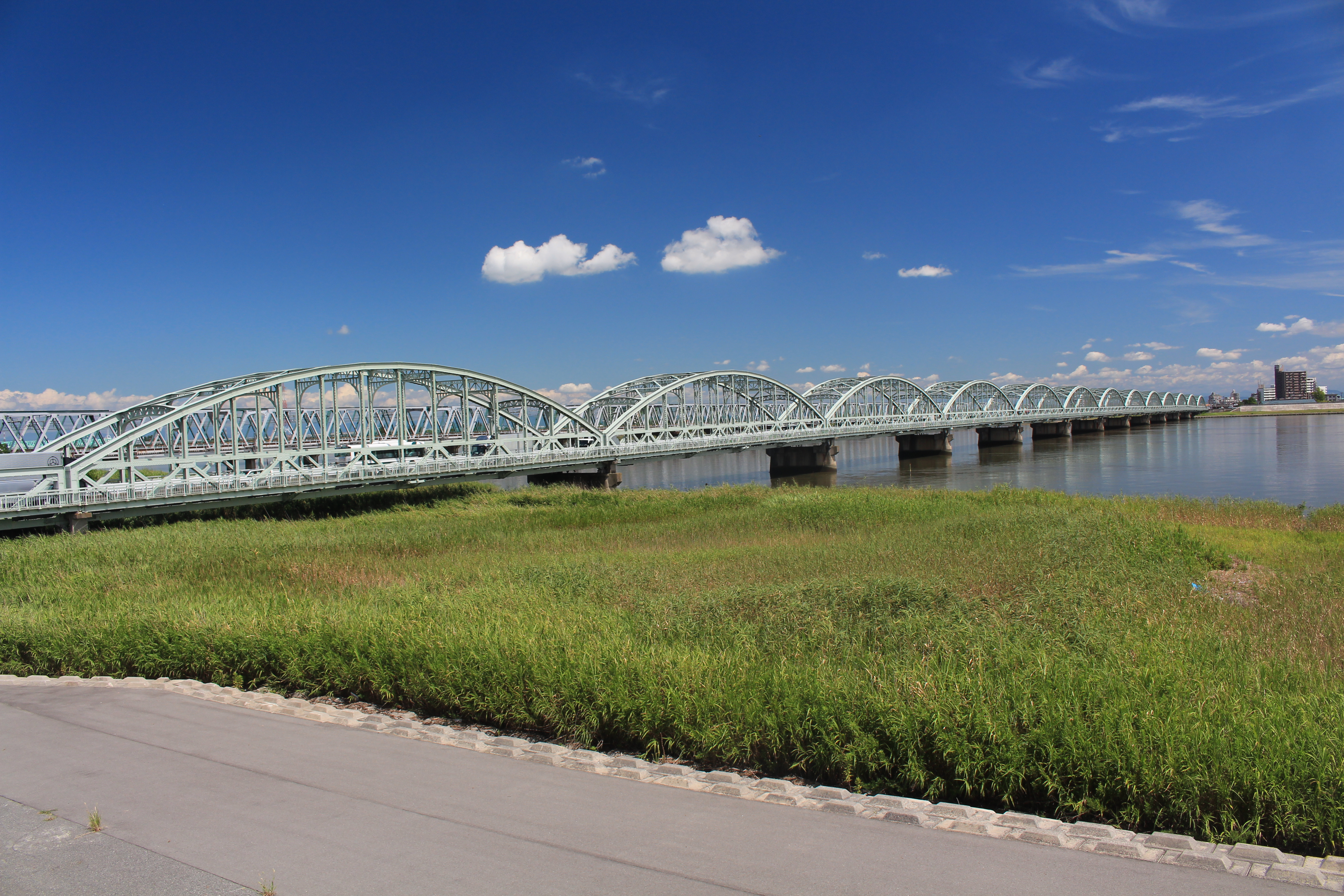
尾張大橋と木曽川。 （三重県桑名市、2015年（平成27年）8月）
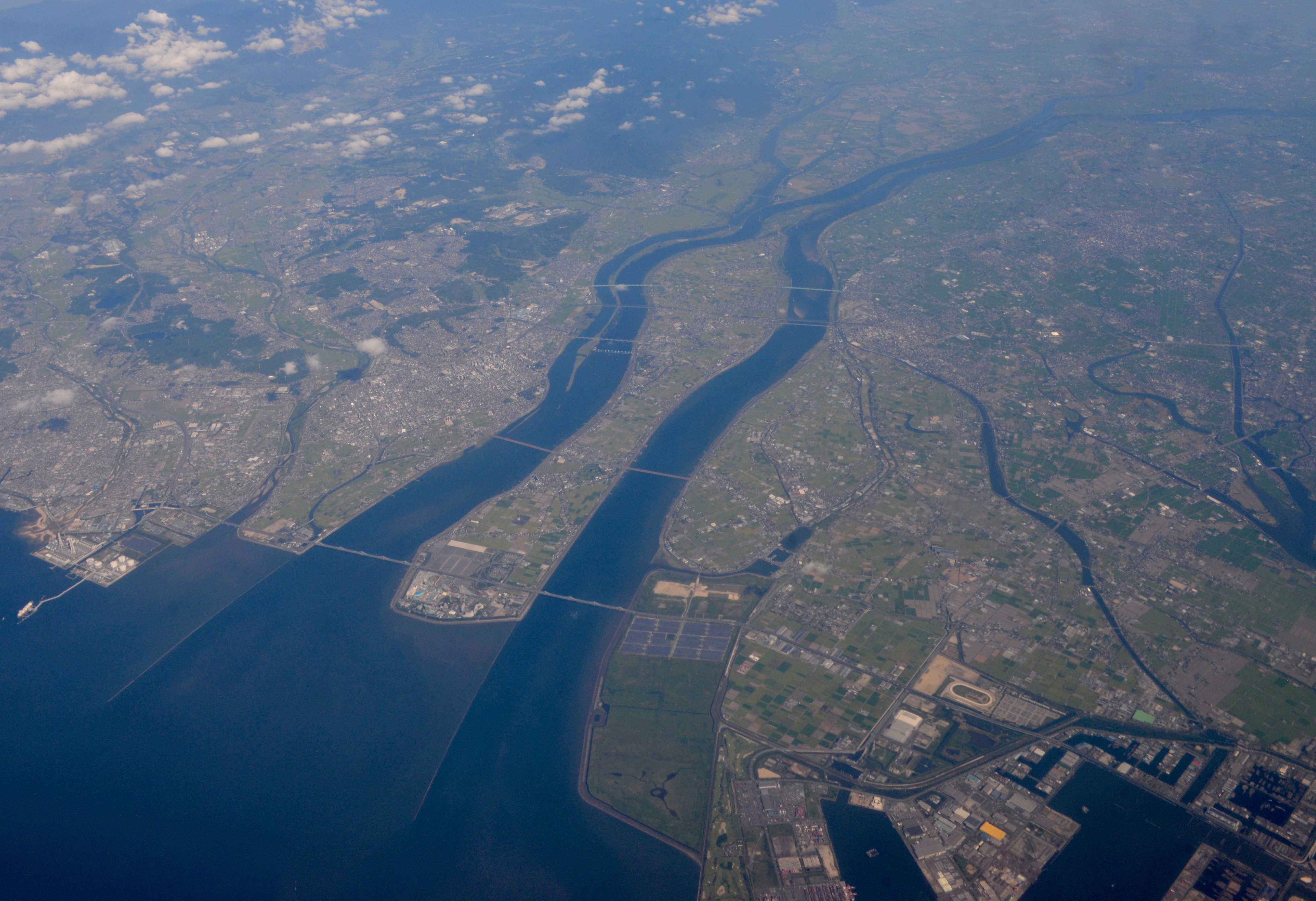
木曽川（手前）・長良川揖斐川（奥）河口空撮

## 流域の自治体（木曽川本流）
長野県
木曽郡木祖村、木曽町、上松町、大桑村、南木曽町
岐阜県
中津川市、恵那市、瑞浪市、加茂郡八百津町、可児郡御嵩町、可児市、美濃加茂市、加茂郡坂祝町、各務原市、羽島郡笠松町、岐南町、羽島市、海津市
愛知県
犬山市、丹羽郡扶桑町、江南市、一宮市、稲沢市、愛西市、弥富市
三重県
桑名市、桑名郡木曽岬町

## 歴史

### 河川の名称
吉蘇川・岐蘇川などの異字の他、場所により、広野川・鵜沼川・境川・墨俣川・美濃川・尾張川などとも呼ばれた。
「木曽」「吉蘇」「岐蘇」の由来については、木曽谷に麻を産出することに由来する「生麻」（キソ）という説と、木曽の人々が麻の服を着ることに由来する「着麻」（キソ）という説がある。ほかにアイヌ語で「キ」は美しい、「ソ」は谷・流れを意味するから、木曽谷にはアイヌの人たちの平和な集落があったという説もある。のちに地名が川の名前となったと見られる。

### 前史
木曽川を含む木曽三川は、木曽山脈の隆起と伊勢湾の沈降などに見られる、濃尾平野下部の基盤が西へ向かうほど沈降している、濃尾傾動運動という造盆地運動により形成されてきた。この運動により、沈降の上部に木曽三川が運搬した土砂が堆積することで濃尾平野を形成してきた。1万数千年前までの最終氷期には海面が現在より百数十メートル低く、木曽三川の河口は伊勢湾口付近にあったが、約1万年前になると急激な温暖化により海面が急上昇した。木曽川が最も東に偏って流れていた時代は、犬山付近より南流し、名古屋市内の鶴舞付近で伊勢湾へ注いだ。縄文海進期には、海岸線が西は養老山地山麓まで、北は大垣市・岐阜市付近まで進入した。木曽三川が流し込む大量の土砂は河口に細長い三角州を形成し、徐々に海岸線を南進させていった。同時に、木曽三川の流路は、濃尾傾動運動の影響を受けて養老山地側へと偏っていった。こうして平野奥部まで標高がほとんど変わらず、かつ、3つの大河川の流路が狭い地域に集中するという、極めて水害の発生させやすい地理条件が成立した。

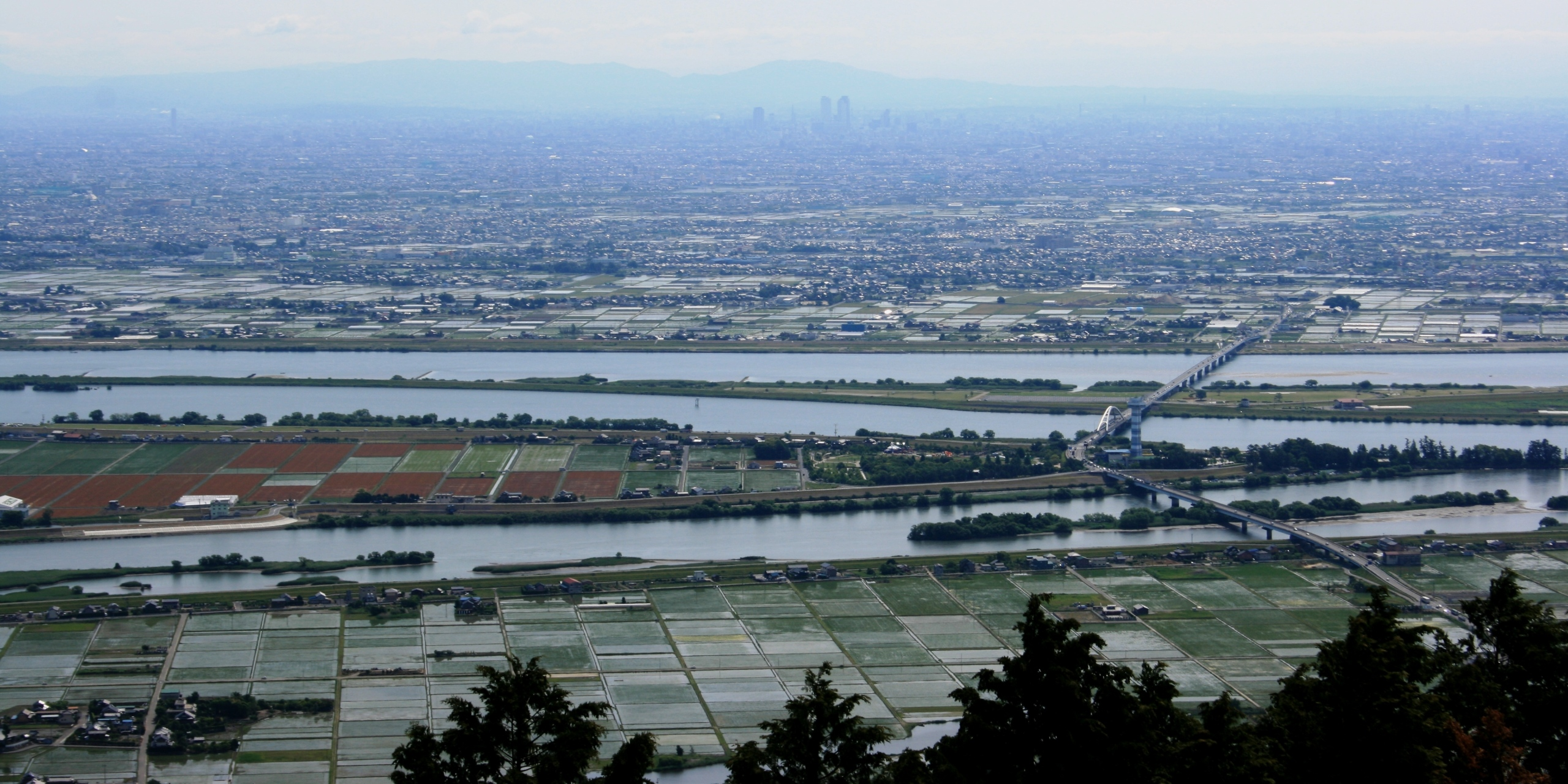
養老山地の多度山から望む下流域の木曽三川（手前から揖斐川、長良川、木曽川）。中央に木曽三川公園センター。その南側の長良川と揖斐川との堰堤は油島千本松締切堤（海津市）

### 古木曽川
古代には、木曽川本流が美濃国・尾張国の国境だった。尾張川とも呼ばれた。現在の各務原・笠松付近では広野川とも呼ばれた。

### 広野川事件
769年（神護景雲3年）の洪水により本流が移動し（現在の茜部の南を流れるようになった）、川の掘開により本流を元に戻す施工が始まった。しかし土砂の堆積と流量の変化は続き、施工が美濃国側と尾張国側の洪水被害の量にも関わるようになり、866年（貞観8年）には、美濃国の各務郡郡司の各務吉雄と厚見郡郡司の各務吉宗が、前年に太政大臣の藤原良房に派遣され施工した尾張国の郡司とその役夫を襲撃するという「広野川事件（各務原合戦）」が起きた。

### 治水と先人達の苦闘
平安時代には既に水屋が建設されており、後に輪中が形成されて行き住民は洪水に対抗していった。地元に残る言葉に「四刻八刻十二刻」がある。これは大雨が降った際の木曽三川の洪水到達予測時間の事であり、揖斐川は四刻（8時間）、長良川は八刻（16時間）、木曽川は十二刻（24時間）で洪水が到達することを意味している。いかに流域住民が水害に対して敏感であったかが良く分かる。一方で網の目状に流れる木曽三川を利用しての水運は、金華山や大垣の他、烏江湊から陸路を経由しての琵琶湖水運、桑名津からの海運などで大坂などにも繋がっていた。

### 軍事の要衝としての歴史
木曽川は鎌倉時代以降、その豊富な水量と広大な川幅が軍事拠点として利用された。1221年（承久3年）の承久の乱では後鳥羽上皇率いる朝廷軍が鎌倉幕府軍を木曽川で迎撃。下る戦国時代には豊臣秀吉が美濃・墨俣（現・岐阜県大垣市）に一夜城を築き織田信長の美濃攻略を容易にした。信長は木曽川・長良川河口に浮かぶ長島に拠る一向一揆に大いに苦しめられた。関ヶ原の戦いの前哨戦にあたる河田木曽川渡河の戦いでは、岐阜城主であった西軍の織田秀信の激しい抵抗を、池田輝政や山内一豊などが兵士数の差を活かして打ち破った。

### 国境線の変更

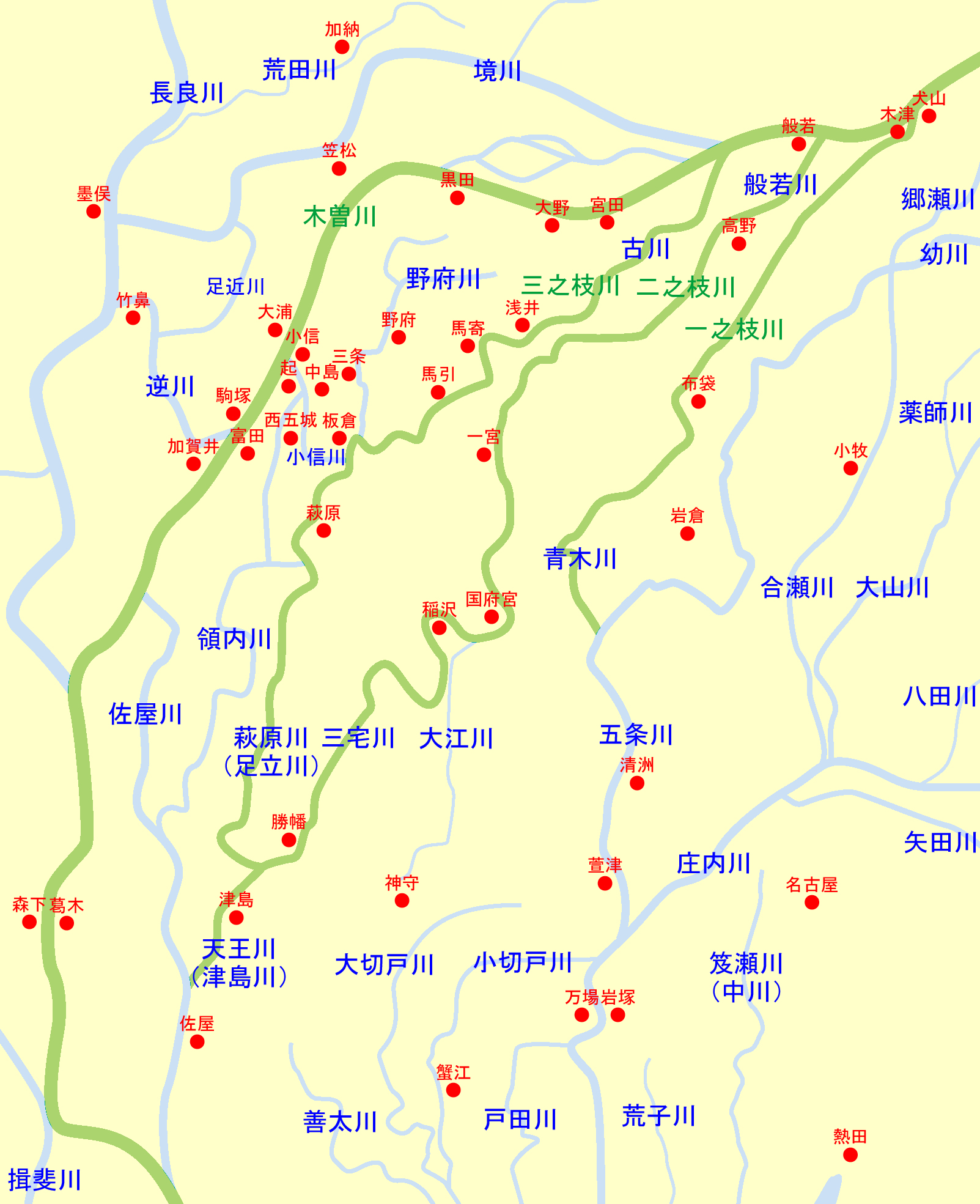
木曽八流の様子（緑は木曽川本川および主要派川）

通説では戦国時代末期（安土桃山時代）の1585年（天正13年）6月、それまで現在の境川の場所を流れ、墨俣で長良川と合流していた木曽川は、大洪水を起こして南方へ流路を移動したとされる。豊臣秀吉が尾張・美濃の国境を変更し、従来尾張の葉栗郡・中島郡・海西郡などの一部だった25か村を美濃に編入した（美濃の羽栗郡・中島郡・海西郡、近代に合併して羽島郡・海津郡）のも、この大洪水による流路移動がきっかけだとされている。
しかし、1585年（天正13年）の大洪水については、200年以上のちの地誌などに記載があるだけで、同時代の資料がまったく残っていない一方、すでにそれ以前の本能寺の変後（1582年（天正10年））の段階で、尾張国主織田信雄と美濃国主織田信孝とが、古来の木曽川（境川）上に置かれていた濃尾国境を領地の境とする国切か、それとも「大川」を境に分割する大川切かで対立している。「木曽八流」と呼ばれたように、そもそも木曽川はいくつもの派川に分かれ、西尾張の平野を複雑に離合しながら流れ下っていたが、そのほかいくつかの文献資料からも、室町時代中頃には現在の木曽川の位置にすでに大きな分流（をよひ川＝及川と呼ばれていた）が存在しており、1582年（天正10年）時点では元々の木曽川本流にも規模で勝り、従来の国境よりも領土分割線として相応しいと主張しうるまでなっていたと考えられる。

### 御囲堤
江戸時代初期の木曽川の左岸・尾張側には、以下の3つの主要な主流が存在した。

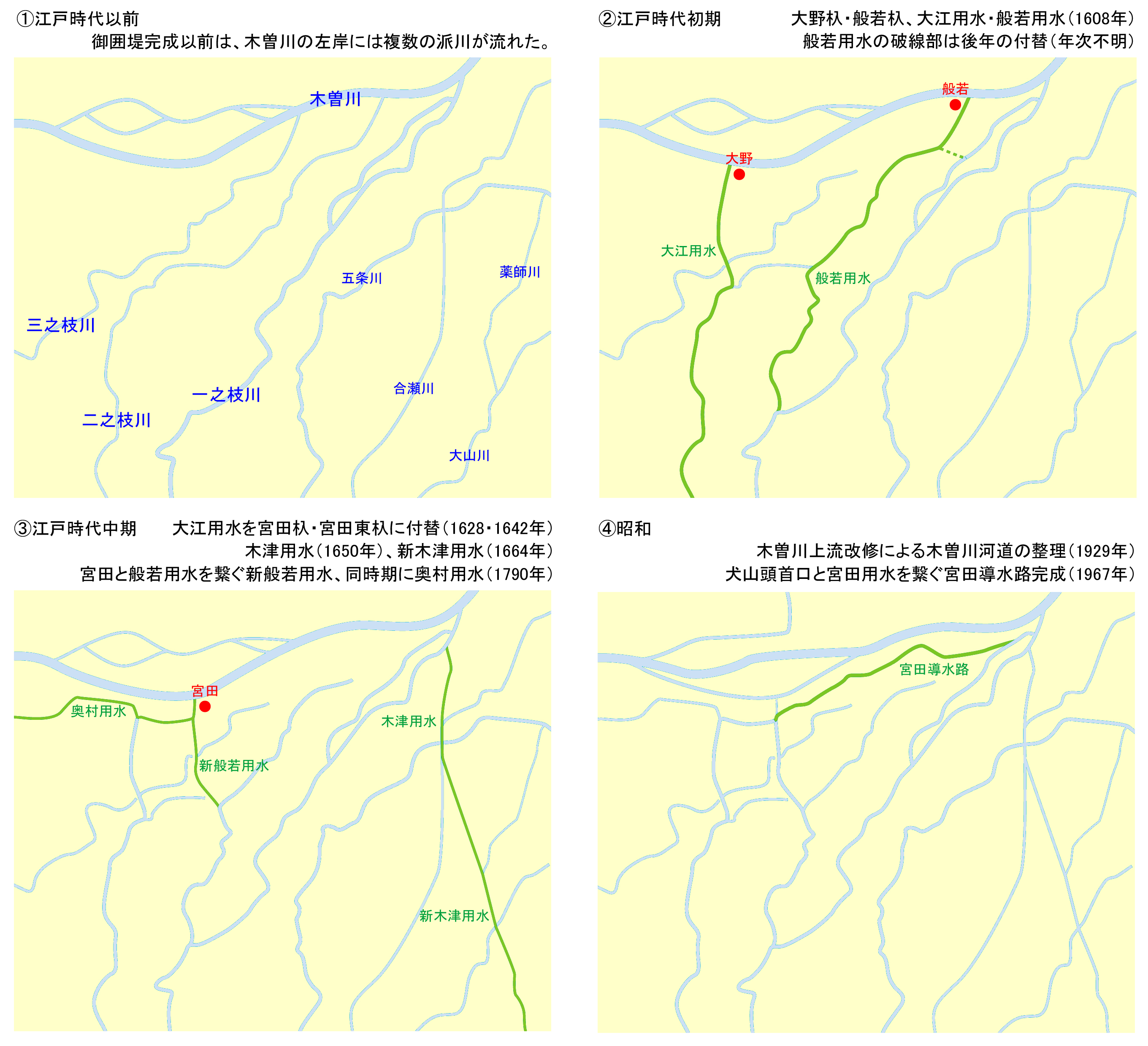
木曽川左岸用水路の変遷。詳細は宮田用水を参照。

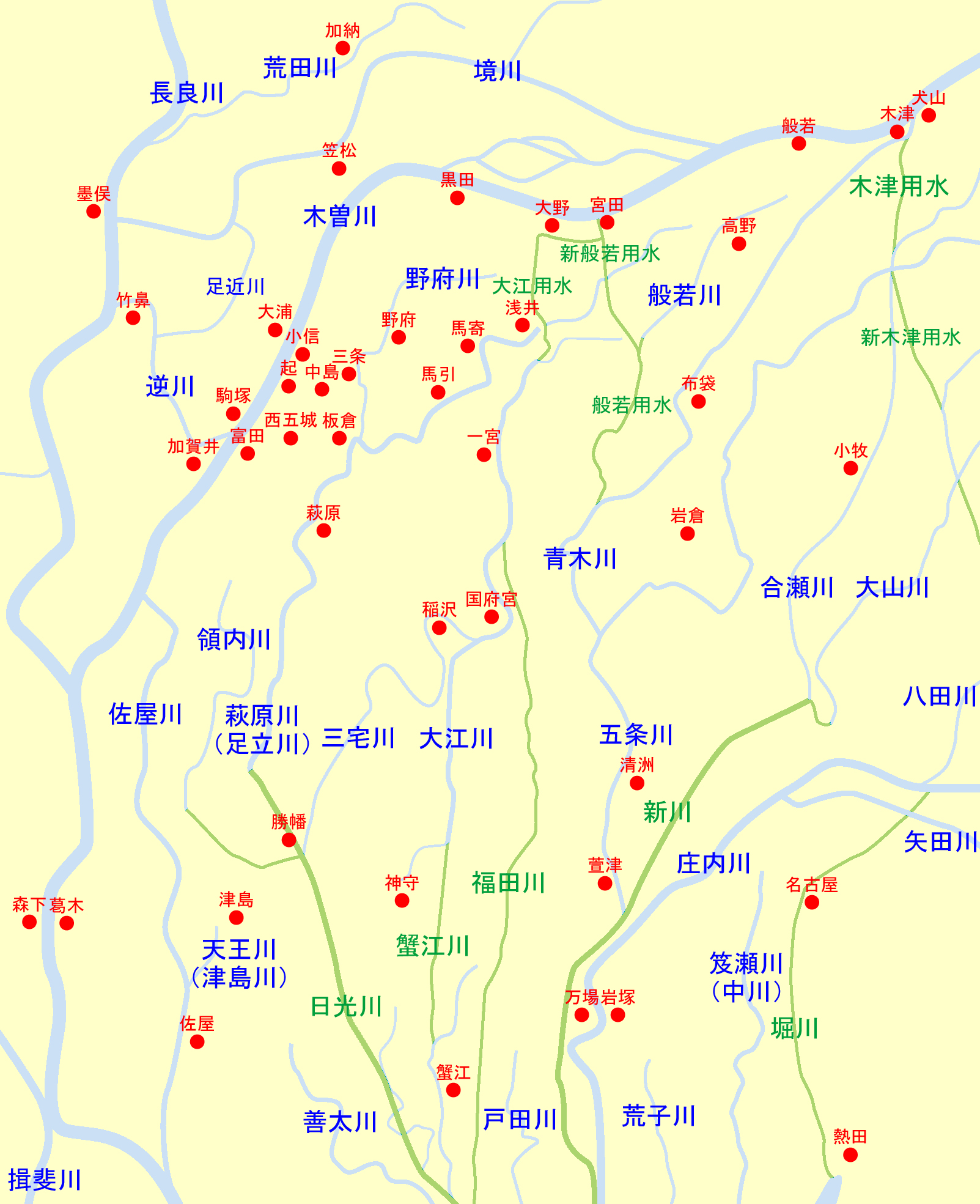
広い範囲の木曽川左岸水路体系図（緑は整備・開削された河川・水路）

- 一之枝川（いちのえがわ） - 木津で木曽川から分岐し、現在の青木川筋で五条川に至る。
- 二之枝川（にのえがわ） - 般若で木曽川から分岐し、現在の般若川・大江川・三宅川筋で三之枝川に至る。1400年ごろ以前は、勝幡から南下して善太川筋で伊勢湾に至る古日光川と呼ばれる流路をとった。
- 三之枝川（さんのえがわ） - 宮田で木曽川から分岐し、上・中流部は現在の日光川筋（古川・萩原川）を流れ、下流部は天王川を経て佐屋川に至る。

江戸幕府を開いた徳川家康は、江戸防衛の最前線として重要な尾張に実子の松平忠吉、次いで同じく徳川義直を置き、名古屋城を築城した。そして名古屋防衛のため、木曽川が濃尾平野に出る犬山付近から河口部の弥富までの左岸48キロメートルに御囲堤（おかこいつつみ）を引堤した（1608年（慶長13年）完成）。
御囲堤によって一之枝川・二之枝川・三之枝川はいずれも木曽川から切り離され、水量が減少して用排水路としての色合いが濃くなる。派川の分派口があった地点の堤防に杁が設けられ各派川への用水の確保が試みられるが、河道の変化も激しく土砂堆積により取水が困難となることも多かった。この時整備された杁および水路に端を発する用水路は、宮田用水・木津用水・般若用水・新般若用水などとして現存する。
秀吉時代の国境変更とこの御囲堤とによって、濃尾平野部の木曽川はおおむね現在の位置（元の及川）に確定された。軍事施設としての観点から御囲堤の対岸の堤は3尺（約91センチメートル）低くされ、美濃側はさらに水害の被害を受けることとなった。その一方、木曽八流による洪水常襲地帯であった尾張側は、その流量が制御されたことで水害の減少と生産性の向上を見た。
このころの伝承として、ヤロカ水という妖怪が木曽川・長良川・揖斐川に出没するという話がある。これは柳田國男の「妖怪談義」に記されているものだが、川から「ヤロカヤロカ」という声が聞こえ、これに「ヨコサバヨコセ」と応えると洪水に呑まれるというものである。実際に1650年（慶安3年）大垣藩領内で3,000人もの死者を出し、木曽三川が海のようになったと言われている濃尾大洪水では、尾張国丹羽郡上般若村（現在の愛知県江南市付近）の村民が「ヤロカヤロカ」との声に「ヨコサバヨコセ」と応えて村は洪水で全滅したと伝えられている。実際は暴風雨の音が「ヤロカヤロカ」に聞こえるのではないかと考えられているが、それだけ流域の住民は洪水に対して敏感であったことが窺える。

### 宝暦治水

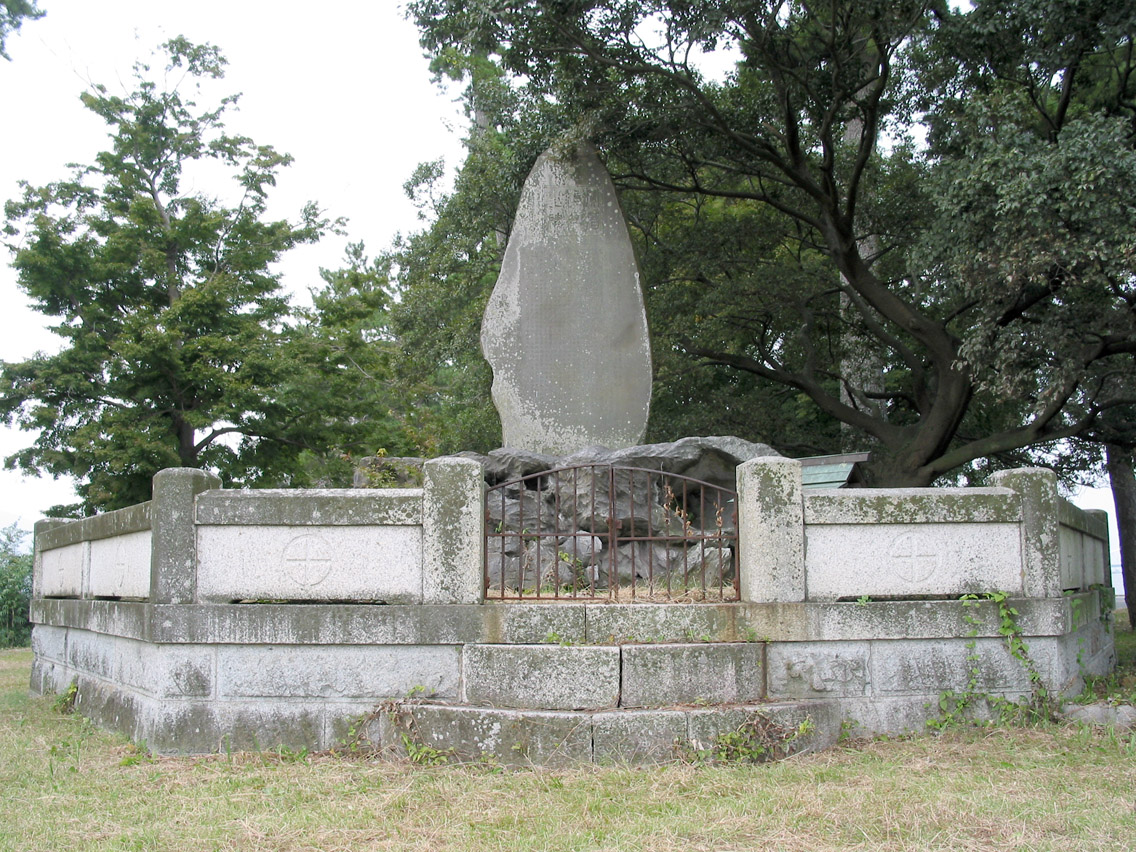
宝暦治水碑。平田靱負ら薩摩藩士の遺徳を称えている。

1753年（宝暦3年）12月、幕府は薩摩藩主・島津重年に対し尾張藩領内の木曽三川分流工事を命令した。外様雄藩の経済力を削ぐ為の施策「手伝普請」である。薩摩藩は平田靱負を総奉行として翌1754年（宝暦4年）から1年を掛け、長良川と揖斐川の分流工事を行った。いわゆる宝暦治水事件である。工事に駆り出された薩摩藩士の苦難は並大抵のものでは無く、幕府の厳しい監視下で多くの藩士が切腹したり病死した。かくして不完全とは言え、長良川・揖斐川の分流・締切工事は完成した。現在に残る油島千本松原締切堤である。だが、平田は薩摩藩に多大な負債と多くの藩士を死なせた責めを一身に負い、完成後自刃して果てた。
施策後の洪水の頻度は結果的には増加しているが、彼は1938年（昭和13年）治水神社にまつられ、地元住民は今でも平田を始めとする薩摩藩士の遺徳を慕っている。

### 木曽三川分流工事

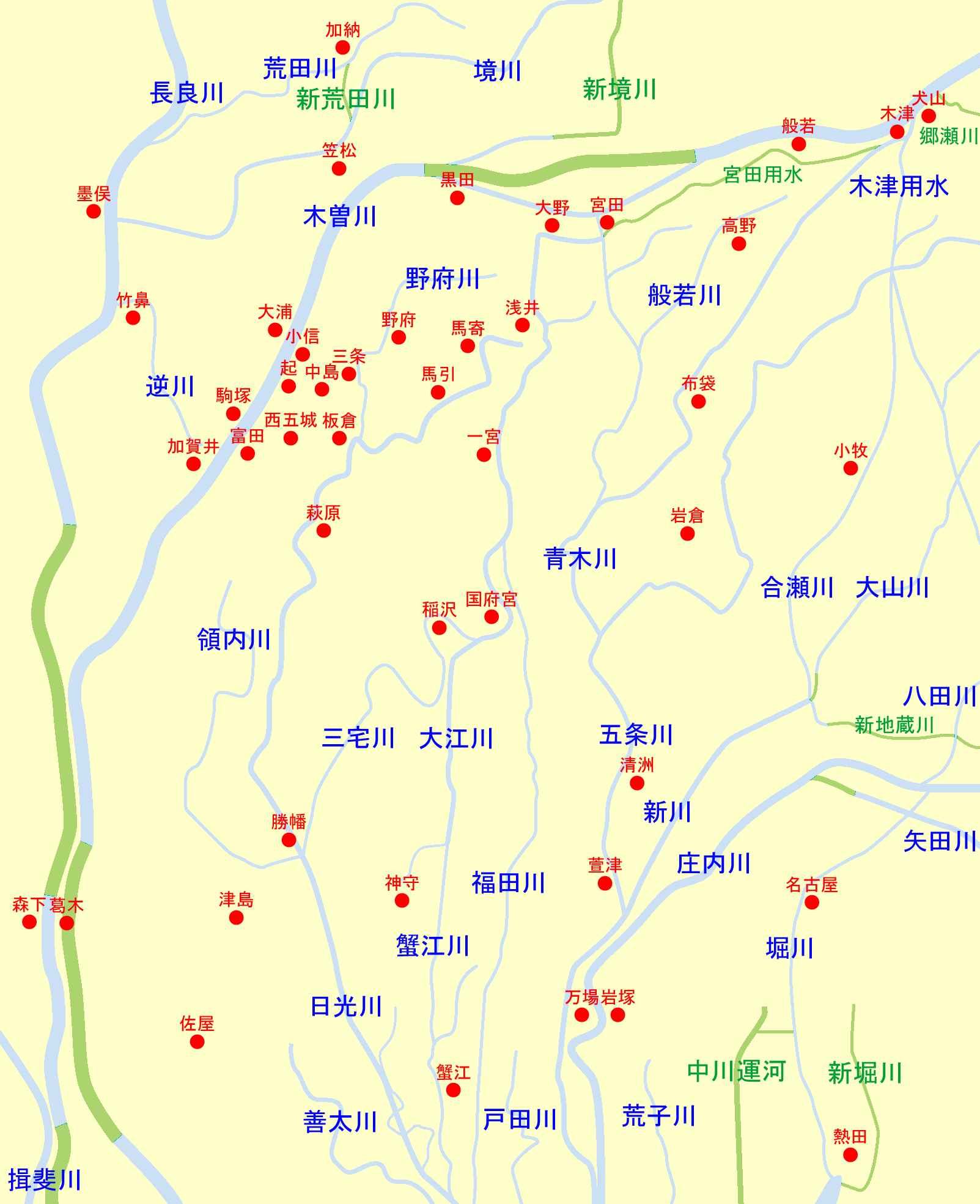
明治から昭和に整備された木曽川周辺の河川（緑は整備・開削された河川・水路）

明治時代に入ると、内務省はヨーロッパより多くのお雇い技術者を招き入れ、全国各地の治水事業に着手した。
木曽川においては課題の分流工事を本格的に推進するべくヨハニス・デ・レーケを迎え、1888年（明治20年）より「木曽・長良・揖斐三大河水利分流計画」に着手した。川床は木曽川、長良川、揖斐川の順に高く、木曽川河口部の掘り下げと三川の分離により、洪水被害は大幅に減少した。
船頭平閘門は、新木曽川と新長良川を繋ぐ水運のために設けられたものである。

### 上流改修工事

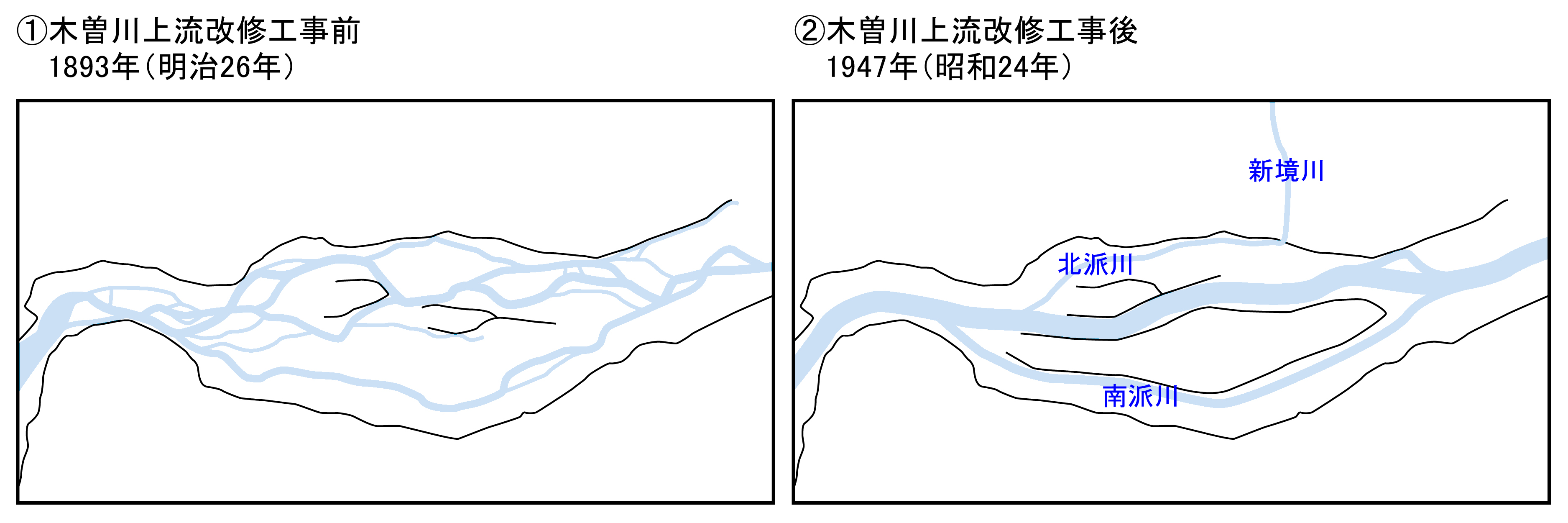
木曽川上流改修工事の河道整理の前後比較

木曽三川の上流部の改修を求める運動は下流改修実施以前から存在し、大正に入ると帝国議会でも上流改修が議論されるようになる。1922年（大正10年）の通常議会で事業に着工するための予算が認められると、支川の改修も一体となった上流改修が行われる。改修事業は順次着工されるが、財政難や戦争によって工期が延長され、一連の工事は1950年代まで続けられた。上流改修において木曽川では、川島付近で乱流していた木曽川の支派川が整理された。

## 近代河川工事

### ダム建設と電源開発

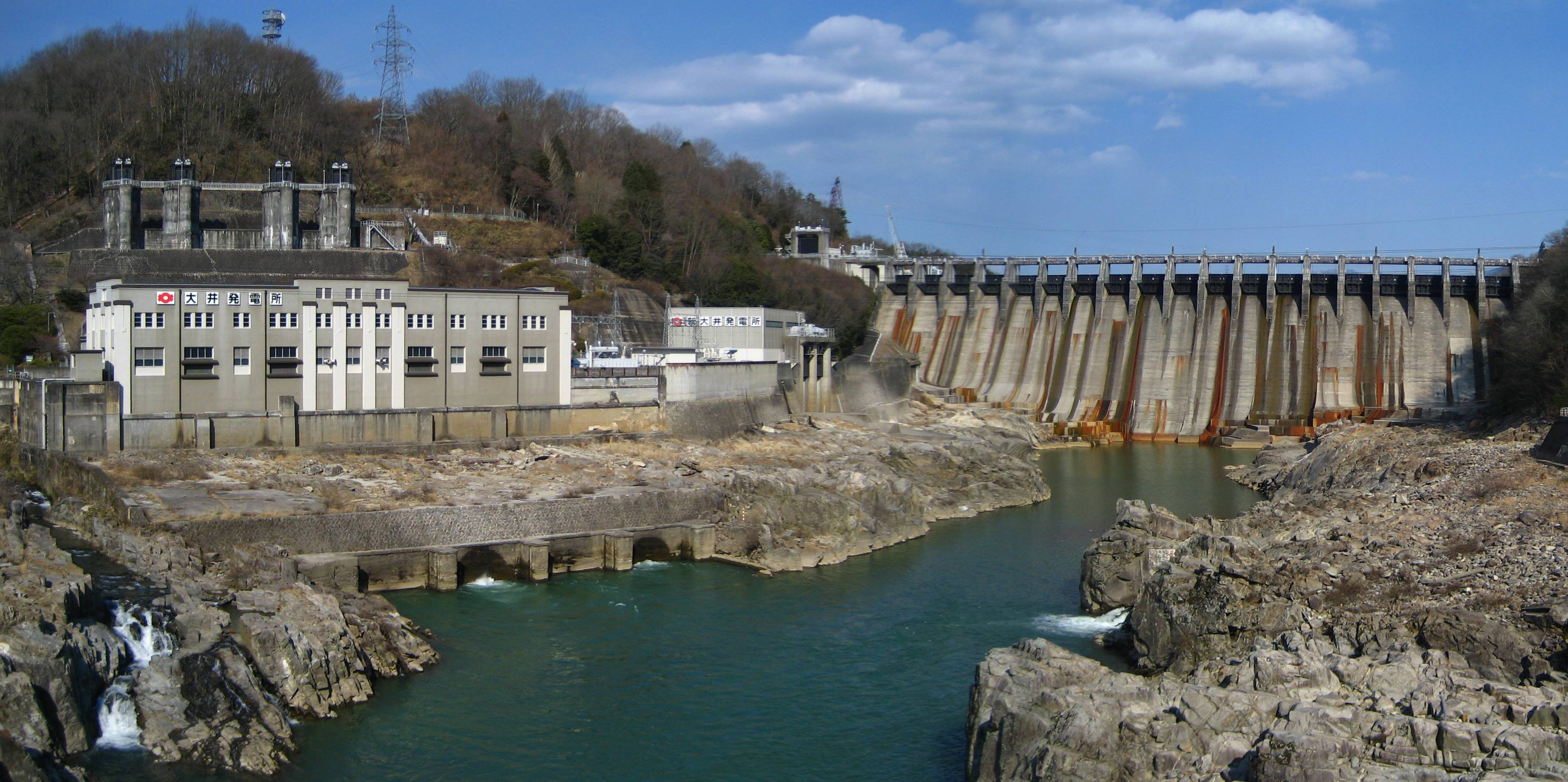
大井ダムと関西電力大井発電所（木曽川）。土木学会選奨土木遺産に認定されている。

大正時代に入ると木曽川水系は豊富な水量と急流が水力発電の好適地として注目された。
木曽川には福澤桃介率いる大同電力が日本初のダム式発電所である大井ダムを1924年（大正13年）に建設したことに始まり、落合ダム・兼山ダム・今渡ダムなどを木曽川・王滝川に建設した。
特に、大井ダムと三浦ダム（王滝川）建設工事は日本の土木史に輝く土木工事とされている。一方、飛騨川は松永安左エ門率いる東邦電力によって水力発電所が建設され、上麻生ダムや川辺ダムなどが建設された。だが、これらは後に国家の電力統制の流れには勝てず、日本発送電株式会社に統合されていく。

### 木曽川水系の総合開発
戦後の木曽川水系の河川開発は、他の大河川と同様にまず水力発電の開発に始まり、やや遅れて治水とかんがいに焦点を当てた河川開発が起こってそれらが結合した河川総合開発事業になり、人口の増加が顕著になるに従い上水道需要の確保を目指した水資源開発へと移行した。さらに1970年代以降は電力需要の増大に対応するため揚水発電を主軸とした新規電源開発が行われていった。以下はこれらの流れについてそれぞれ説明する。

#### 電源開発
戦後の飛騨川電力開発の詳細については飛騨川流域一貫開発計画を参照

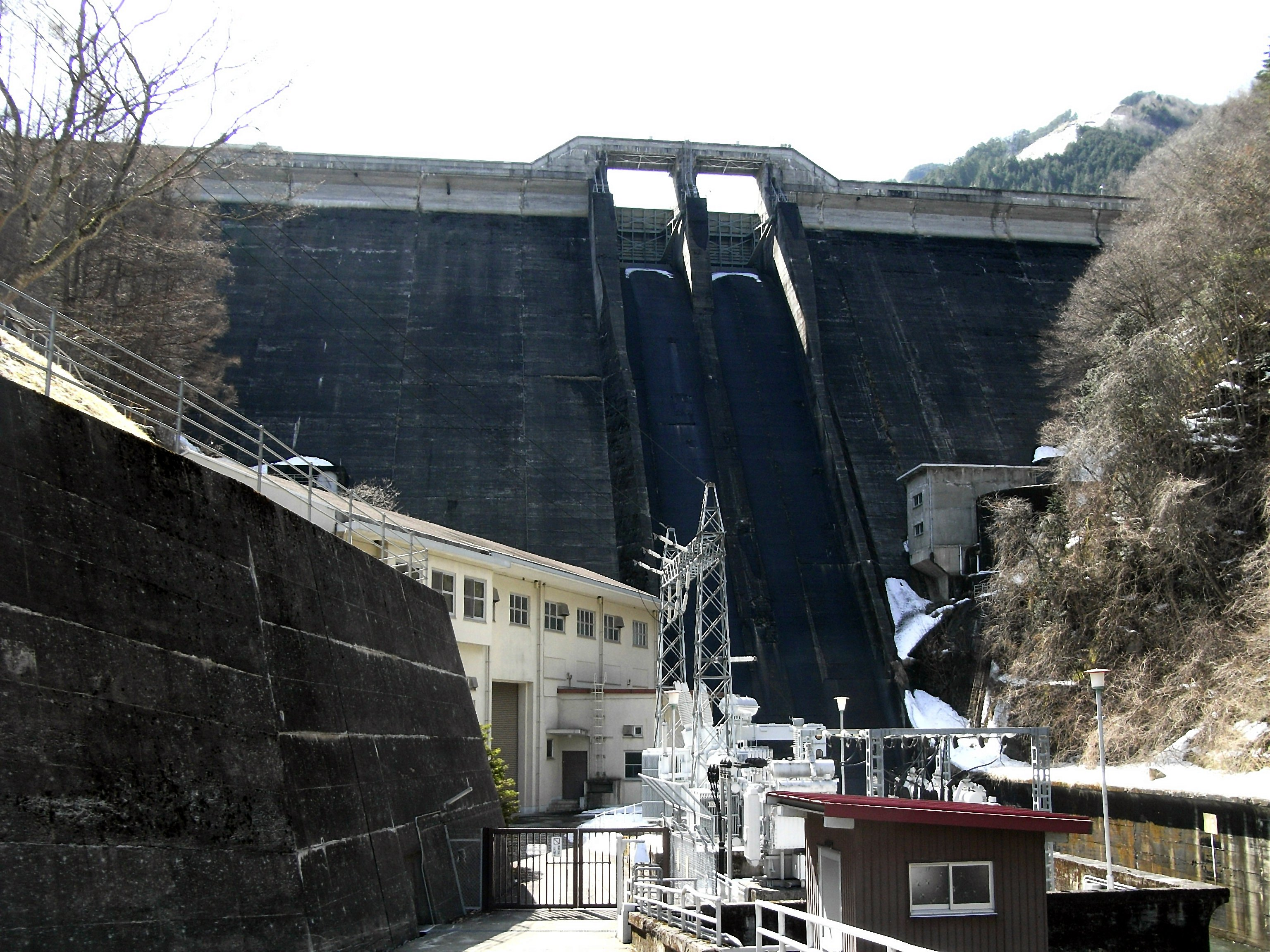
朝日ダム（飛騨川）。戦後の木曽川電源開発の口火を切った。
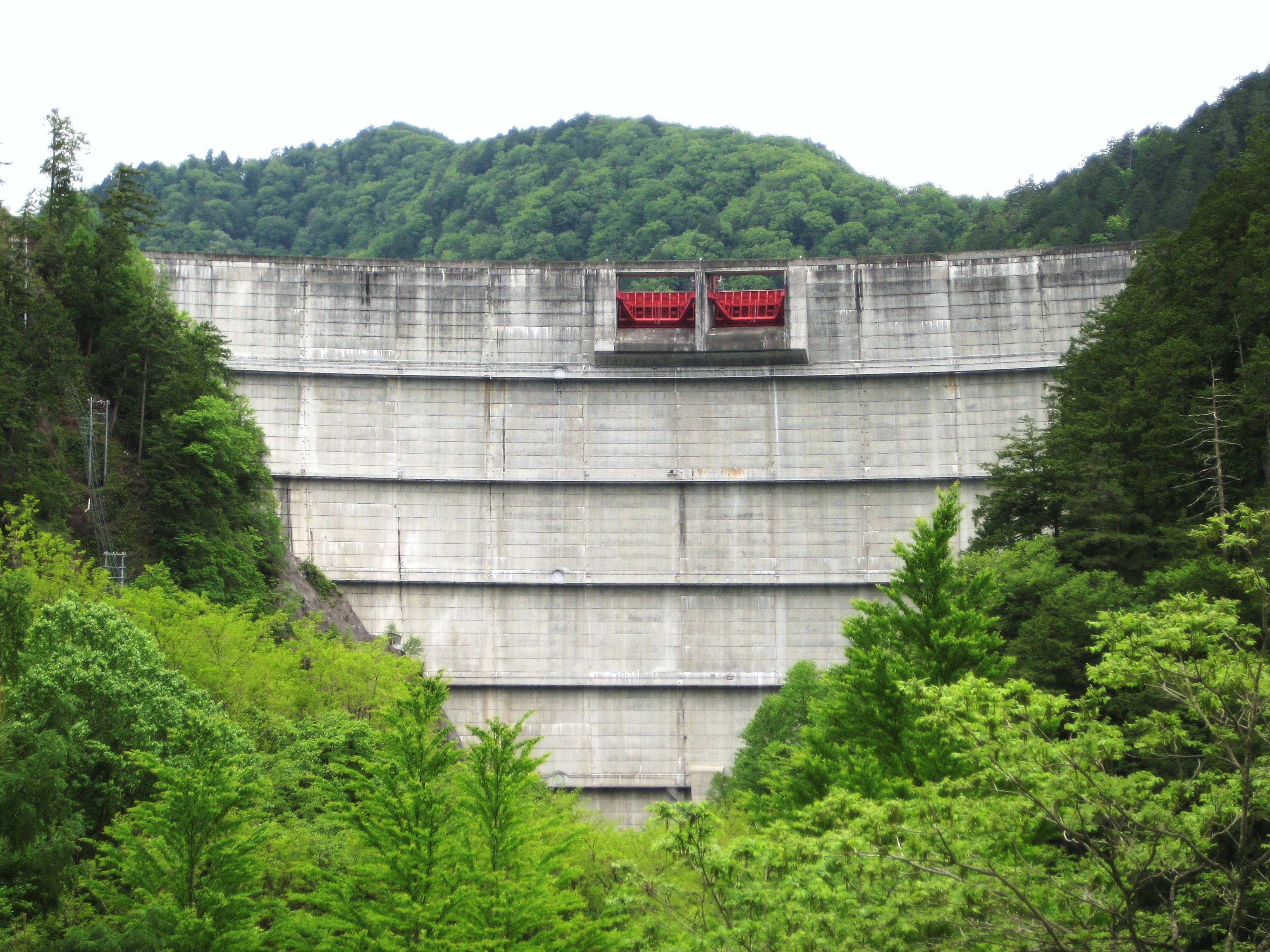
高根第一ダム（飛騨川）。木曽川水系における大規模揚水発電の第一号。
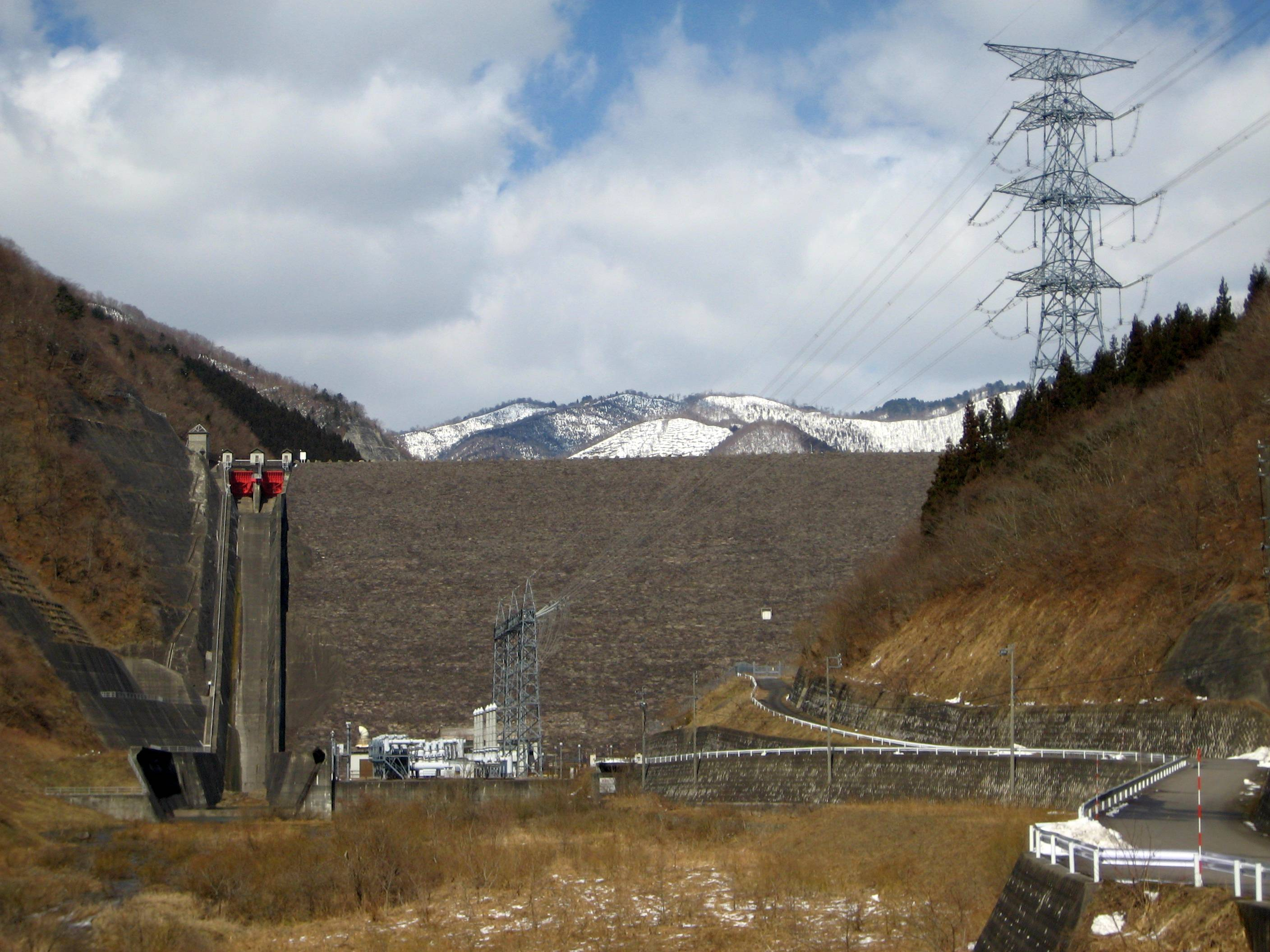
上大須ダム（根尾東谷川）。木曽川水系最大の水力発電所・奥美濃発電所の下部調整池。

戦前活発に行われた水力発電事業は太平洋戦争において一時中断を余儀無くされたが、空襲に伴う電力設備破壊などで電力供給が著しく減衰したため停電が頻発。これを解消しかつ早期の経済復興を行うために政府によって電源開発が積極的に推進され、木曽川水系でも早いうちから再開された。
日本発送電は急流で包蔵水力が大きく、開発の手が及んでいない飛騨川最上流域に特に着目した。1946年（昭和21年）ダム式水力発電所の建設計画を検討し、その第一弾として飛騨川上流部の大野郡朝日村地点と支流の秋神川に着目した。ここに比較的規模の大きいコンクリートダムを建設して水力発電を行い、名古屋方面に電力を供給するという計画であった。また、木曽川上流部の王滝川についても三浦ダム完成後さらなる水力発電計画を進め、木曽川本流では戦争で中断した加茂郡八百津町と可児郡御嵩町境の蘇水峡地点でのダム計画を再開した。
ところが日本発送電は戦争に協力した独占資本であると連合国軍最高司令官総司令部（GHQ）によって、過度経済力集中排除法の対象とされ、解体の方針が決定された。そして1951年（昭和26年）に電気事業再編成令によって全国で9つの電力会社に分割・民営化されてしまった経緯がある。木曽川水系については、本流と長野県内支流の発電施設と発電用水利権を福澤桃介が設立した大同電力が保有していたため、その流れをくむ関西電力が継承。飛騨川・長良川・揖斐川については中部電力が発電施設と水利権を継承した。このため同じ水系でありながら、2つの電力会社が全く違う地域（木曽川・王滝川の電力は近畿地方、飛騨川・長良川・揖斐川の電力は名古屋）に送電するために電源開発を行うという奇妙な構図となった。これは発電用水利権の所有者は「最初に開発を行った事業者の流れをくむ法人が継承し開発を独占的に行う権利がある」とした一河川一社主義という概念が根底にあるためである。
中部電力は飛騨川の発電用水利権を受け継ぎ飛騨川・秋神川の水力発電事業を手掛け、1953年（昭和27年）に朝日ダム（飛騨川）と秋神ダム（秋神川）を完成させた。この両ダムは木曽川水系において三浦ダムに次ぐ高さ80メートル台のハイダムであった。関西電力は王滝川中流部の王滝村二子持地点に三浦ダムに匹敵する規模のダムを計画、さらに中流部の八百津町に日本初の100メートル級ダムである丸山ダムの建設に着手した。だが経済安定本部による木曽川水系の治水計画が発表されるとこれらのダム計画は治水計画に組み込まれ、両電力会社は電気事業者として参加することになり事業主体からは離れることになった（詳細は後述）。
その後電力需要が高度経済成長や人口の増加で急激に増加すると、電力会社による新規電源開発はより出力の大きい火力発電や原子力発電へと移行する（火主水従）が、需要のピークが高まる夏季などに電力を安定的に供給するため火力発電や原子力発電との連携が可能な揚水発電が水力発電では注目され、木曽川水系でも揚水発電所が計画・建設されることになった。木曽川水系においての揚水発電の嚆矢（こうし）は1963年（昭和38年）に関西電力が建設した三尾発電所（出力35,500キロワット）であるが、より大規模な揚水発電所が計画されて行く。中部電力は飛騨川流域一貫開発計画を1962年（昭和37年）に策定し揚水発電を主軸とした大規模な水力発電事業を計画する。
その第一弾として建設されたのが1969年（昭和44年）に完成した高根第一発電所である。これは飛騨川最上流部の大野郡高根村（現在の高山市）に高根第一ダムと高根第二ダムを建設し、出力34万キロワットの電力を名古屋市や中京工業地帯に供給するというものである。その後1976年（昭和51年）には益田郡金山町（現在の下呂市）の馬瀬川に馬瀬川第一発電所（出力28万8,000キロワット）が建設され、飛騨川は一大電源地帯へと変貌した。その後は比較的開発の行われていない長良川・揖斐川に目が付けられ、木曽川水系では初となる出力100万キロワット級の揚水発電所・奥美濃発電所が計画された。これは長良川支流板取川の小支流・西ヶ洞谷川上流に川浦（かおれ）ダムを、揖斐川支流根尾川の小支流・根尾東谷川に上大須ダムを建設し、出力150万キロワットの電力を生み出すというものである。奥美濃発電所は1995年（平成7年）に完成し、現在木曽川水系における最大規模の水力発電所として稼働している。
また既存の一般水力発電所の再開発も同時に行われ、新上麻生発電所や新丸山発電所をはじめ、出力5万 - 6万キロワット台の発電能力が増強された。これもピーク時の電力需要に対応するための開発である。現在は徳山ダムの発電事業として中部電力が出力15万5,000キロワットの徳山発電所を建設している。なお、上麻生発電所の取水ダムである上麻生ダムは1968年（昭和43年）8月18日に発生した飛騨川バス転落事故において救助活動援助のため、ダム決壊の危険性から普段は絶対行われない洪水時の水門閉鎖を時間限定で行ったというエピソードが残されている。

#### 木曽特定地域総合開発計画

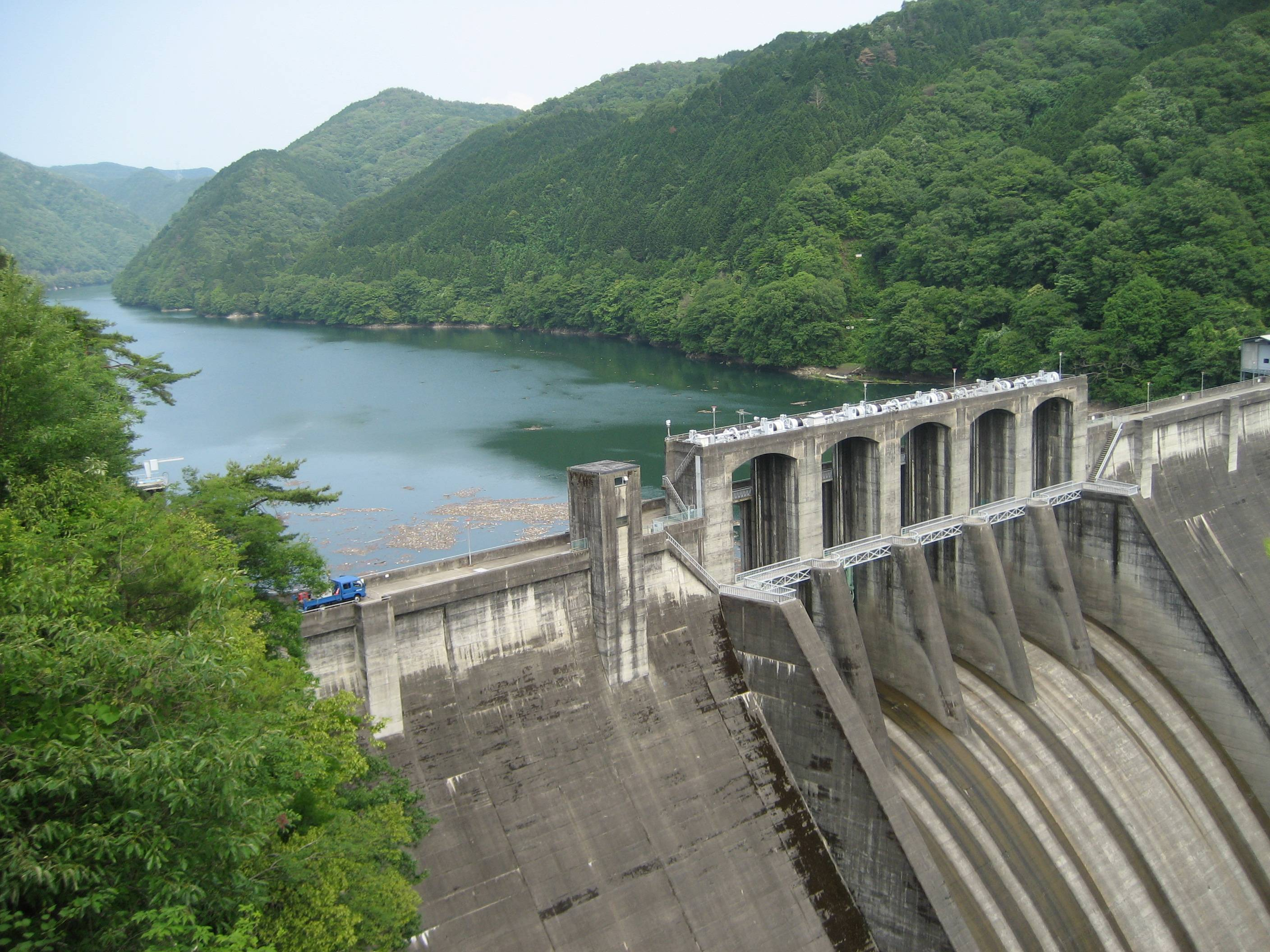
丸山ダム（木曽川）。木曽特定地域総合開発計画における治水事業の根幹である。
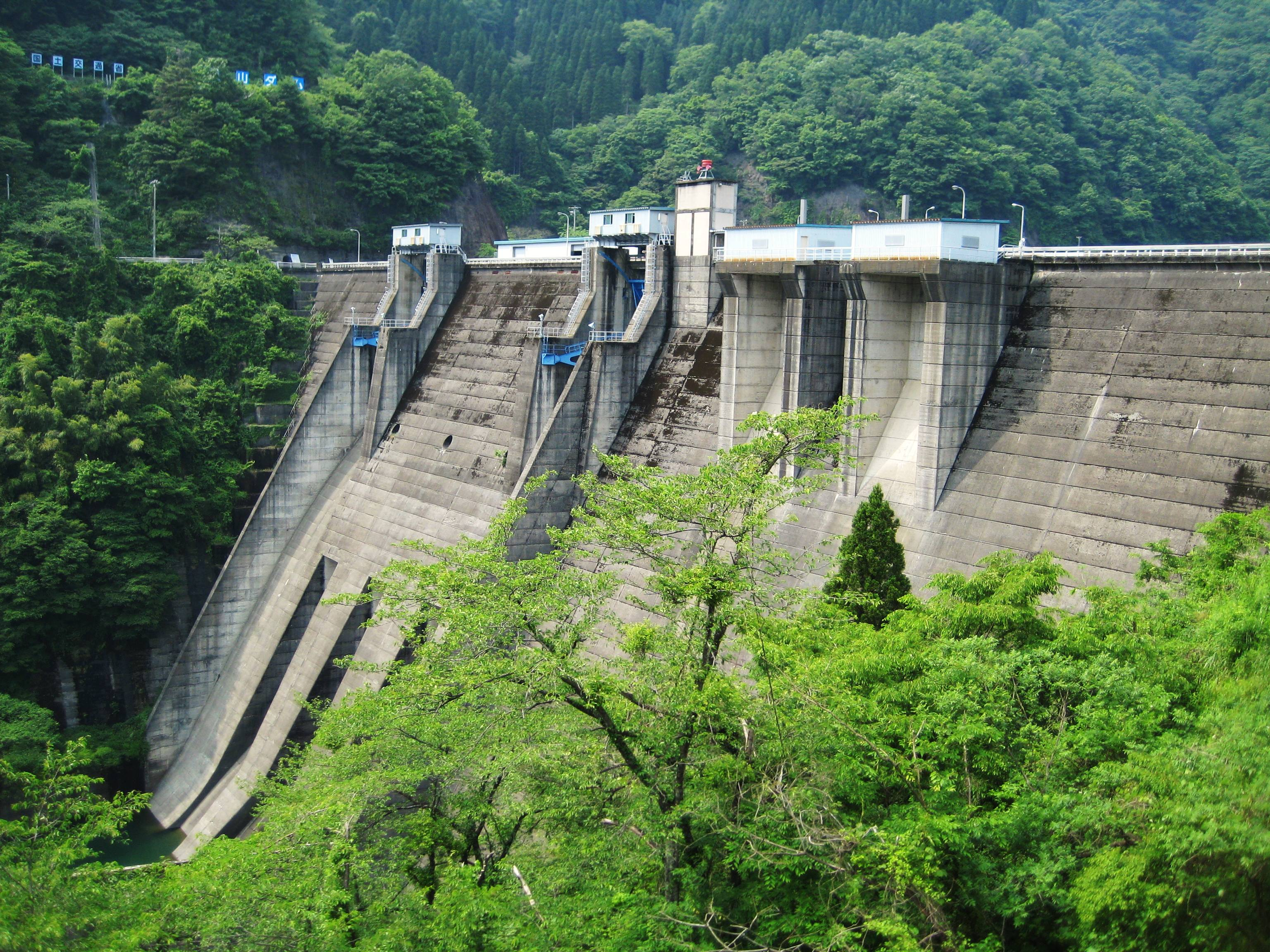
横山ダム（揖斐川）。揖斐川の治水と西濃地域の利水に重要な役割を担う。
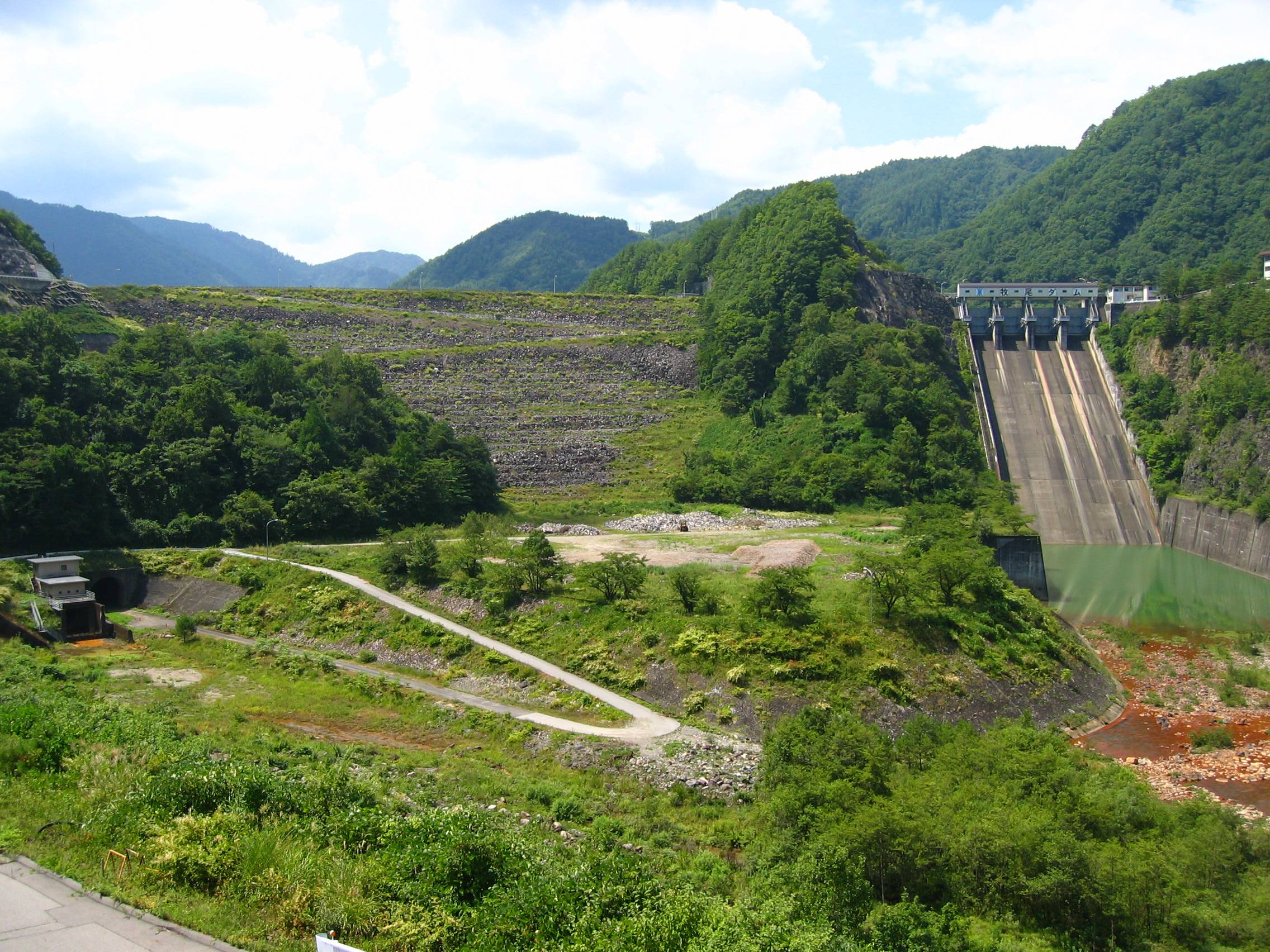
牧尾ダム（王滝川）。愛知用水の水源で知多半島の水がめである。
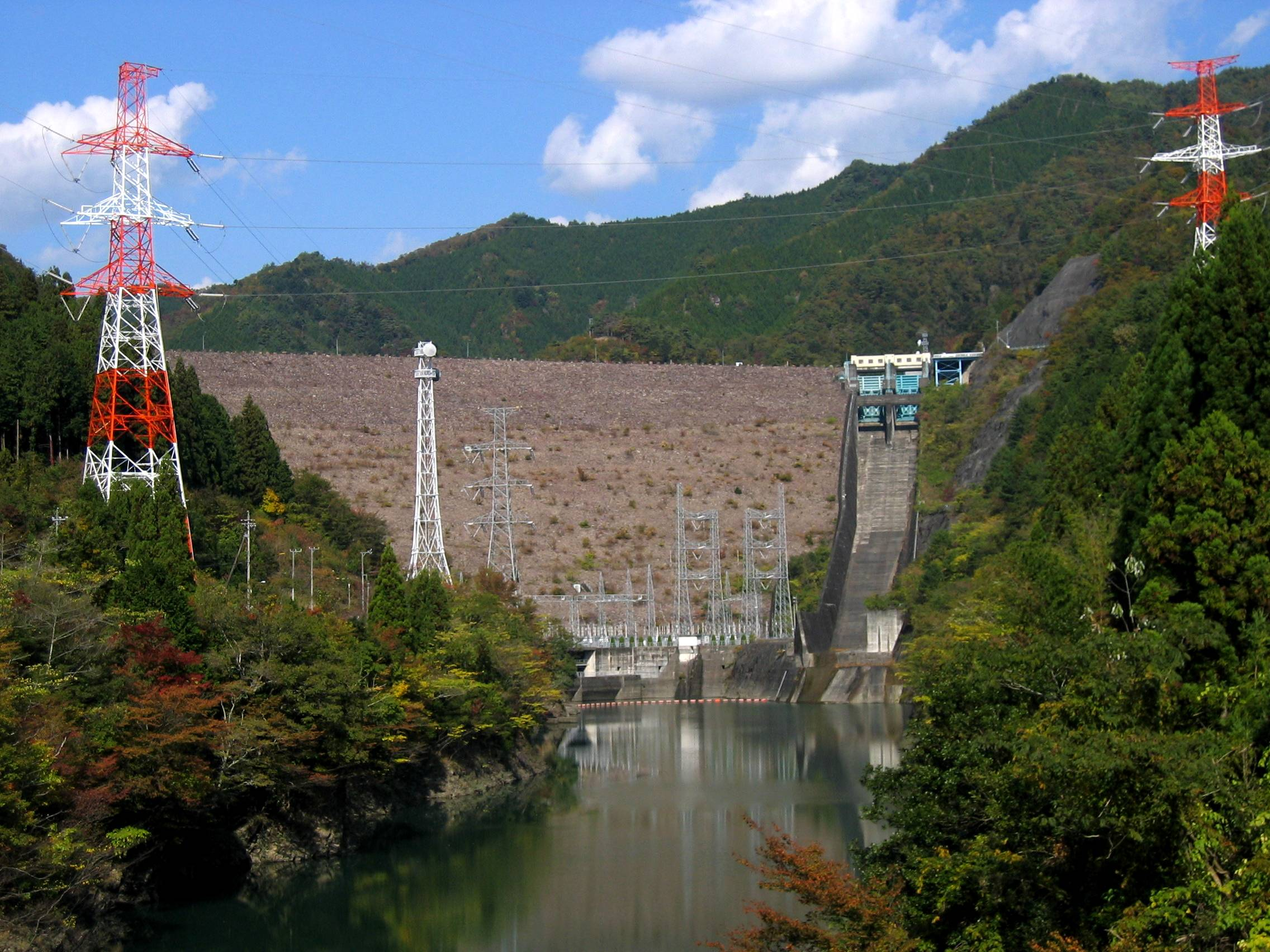
岩屋ダム（馬瀬川）。木曽川用水の水源で名古屋市の水がめである。

木曽川は宝暦治水や木曽・長良・揖斐三大河水利分流計画によって長良川・揖斐川と完全に切り離され、以前に比して水害による被害は減少した。とはいえそれでも洪水による被害は後を絶たず、1938年（昭和13年）7月5日の梅雨前線豪雨で木曽川は過去最大の洪水量を記録した。その洪水量は愛知県犬山市地点において毎秒13,200トンという過去に例を見ないものであった。
戦後カスリーン台風やアイオン台風を始め毎年の様に台風や豪雨が襲来、これに戦中の河川改修不備や山間部の乱伐による保水力低下もあいまって全国各地の河川は大小問わず大洪水をもたらし、その被害額は留まるところを知らなかった。こうした風水害が戦後疲弊した日本経済に更なる打撃をもたらすことを懸念した経済安定本部は、利根川・淀川・北上川を始め全国10の主要大河川に対して堤防整備に加えてダムによる洪水調節を図る治水方針を立案した。そして1949年（昭和24年）には諮問機関である治水調査会の答申を得て「河川改訂改修計画」を発表。上記の目的に沿った河川改修を計画した。
木曽川についても対象となり、同年木曽川水系流域計画が発表された。この計画では1938年（昭和13年）の洪水を基準としてダムと堤防改修による洪水調節を行うこととし、木曽川本流と飛騨川・長良川・揖斐川流域に多数の治水ダム建設を計画した。当初は既に建設されていた大井ダムや兼山ダムなどの発電専用ダムを転用する計画であったが、何れも洪水調節目的を達成するだけのポテンシャルが無いため既設のダム再開発は断念し、日本発送電が施工を進めていた木曽川中流の丸山ダムを水力発電専用から洪水調節目的を加えた多目的ダムとすることで木曽川中流・下流の治水を図ろうとした。経済安定本部は岐阜県知事を通じて日本発送電に事業主体を建設省にする変更を命じた。これにより丸山ダムは木曽川水系流域計画における治水の要として活用されることになる。
さらに1951年（昭和26年）、第3次吉田内閣は国土復興のために河川を有効に開発して治水のみならず農地開墾のためのかんがいと工業地帯への送電のための電力開発を強力に進めるために今まで別個の事業者が実施していた河川開発を一元化する河川総合開発事業を大規模に遂行し、経済成長を軌道に乗せることを目的に国土総合開発法を成立させ特定地域総合開発計画を発表した。これにより全国22地域がその対象となったが、木曽川水系についても愛知県・岐阜県・長野県の三県にまたがり、建設省（現在の国土交通省）・農林省（現在の農林水産省）・通商産業省（現在の経済産業省）・中部電力・関西電力の5者により治水・かんがい・水力発電の多目的河川開発計画が進められた。その根幹事業として木曽川本流と飛騨川・長良川・揖斐川流域に15基の多目的ダムを建設する計画が立てられたのである。これが木曽特定地域総合開発計画である（愛知用水事業については後述）。
| ダム名     | 一次 支川 （本川） | 二次 支川 | 三次 支川  | 堤高 （メートル） | 総貯水 容量 （千立方メートル） | 型式   | 目的    | 沿革 |
| ---------- | ------------------ | --------- | ---------- | ----------------- | ------------------------------ | ------ | ------- | --- |
| 薮原ダム   | 木曽川             |           |            | 50.0              | 9,000                          | 重力式 | F･P     | 信濃川水系奈良井川の奈良井ダムとの間で導水する計画。一旦立ち消えとなり後に味噌川ダムとして再度計画され、1993年（平成5年）に完成。                                        |
| 丸山ダム   | 木曽川             |           |            | 98.0              | 59,350                         | 重力式 | F･P     | 関西電力による発電専用ダムから多目的ダムに目的拡大。1955年（昭和30年）完成。                                                                                             |
| 犬山ダム   | 木曽川             |           |            | 35.0              | 35,150                         | 重力式 | F･P     | 立ち消えとなり、その後農林省東海農政局により宮田用水などの取水口である犬山頭首工として建設される。                                                                       |
| 二子持ダム | 王滝川             |           |            | 75.0              | 68,500                         | 重力式 | F･N･A･P | 愛知用水事業の水源として計画変更され、治水機能を持たない多目的ダム・牧尾ダムとして1961年（昭和36年）完成。                                                               |
| 朝日ダム   | 飛騨川             |           |            | 92.0              | 34,400                         | 重力式 | F･N･A･P | 中部電力の発電専用ダムに治水とかんがい目的を付加する予定であったが、最終的には発電単独で建設され1953年（昭和28年）完成。                                                 |
| 久田見ダム | 飛騨川             |           |            | 60.0              | 76,000                         | 重力式 | F･P     | 飛水峡に建設され、水没する上麻生ダム・上麻生発電所の発電目的を付設する予定であったが、水没予定数が200戸を超えるため立ち消え。                                            |
| 落合ダム   | 飛騨川             | 小坂川    |            | 70.0              | 67,250                         | 重力式 | F･N･A･P | 出力32,000キロワットの発電能力を有する多目的ダムとして計画されたが、立ち消え。                                                                                           |
| 岩屋ダム   | 飛騨川             | 馬瀬川    |            | 70.0              | 24,000                         | 重力式 | F･P     | 支流和良川の岩瀬ダムとの間で導水する発電計画であったが、一旦立ち消え。1960年代に再度計画され、1976年（昭和51年）に1億トン級のダムとして完成。                            |
| 岩瀬ダム   | 飛騨川             | 馬瀬川    | 和良川     | 50.0              | 17,500                         | 重力式 | F･P     | 岩屋ダムとの間で導水する計画であったが立ち消え。その後ダム地点を馬瀬川に移し発電専用の馬瀬川第二ダムとして1976年（昭和51年）に完成。                                     |
| 洞戸ダム   | 長良川             | 板取川    |            | 60.0              | 155,550                        | 重力式 | F･A･P   | 一旦立ち消えとなったが1960年代に板取ダム計画として復活。だが地元の反対が激しく1980年代に計画中止。                                                                       |
| 東杉原ダム | 揖斐川             |           |            | 72.0              | 184,000                        | 重力式 | F･N･A･P | ダム地点を下流に移し横山ダムとして1964年（昭和39年）に完成したが、電源開発によって同地点にダム計画が立てられ日本最大の多目的ダム・徳山ダムとして2008年（平成20年）完成。 |
| 黒津ダム   | 揖斐川             | 根尾川    |            | 84.0              | 130,000                        | 重力式 | F･N･P   | 1950年代には立ち消え。 |
| 根尾ダム   | 揖斐川             | 根尾川    | 根尾東谷川 | 45.0              | 16,000                         | 重力式 | F･N･P   | 1950年代には立ち消え。その後上流部に1995年（平成7年）上大須ダムが完成。                                                                                                  |
| 一之瀬ダム | 揖斐川             | 牧田川    |            | 32.0              | 6,710                          | 重力式 | F･N･P   | 1950年代には立ち消え。 |
| 奈良井ダム | 信濃川             | 犀川      | 奈良井川   | 30.0              | 9,000                          | 重力式 | F･P     | 薮原ダムとの間で導水する発電計画であったが一旦立ち消え。その後長野県営の多目的ダムとして1982年（昭和57年）完成。                                                         |

（注）目的の略号：F（洪水調節）、N（不特定利水）、A（かんがい）、P（水力発電）
このダム計画はその後変更があり、最終的には木曽川の丸山ダムと揖斐川の横山ダム、王滝川の二子持ダムの三ダム計画に集約され、それぞれ1950年代後半から1960年代には完成を見た。ところが1959年（昭和34年）9月26日、近畿地方から中部地方を伊勢湾台風が襲来し、死者・行方不明者4,645人という戦後最悪の台風被害をもたらした。この台風では長良川・揖斐川流域の水害に加え名古屋市南区を始めとする伊勢湾沿岸地域での高潮が被害をさらに拡大させた。事態を重く見た政府は中曽根康弘を本部長とする「中部日本災害対策本部」を名古屋市に設置し、木曽川水系および伊勢湾沿岸一帯の治水・防災体制強化を図った。特に被害が甚大であった伊勢湾岸については防潮堤や防潮水門などの強化・建設を進め、これらの防潮施設は1990年代にはほぼ完成した。また長良川・揖斐川流域の治水機能を高めるため堤防の強化を進めると同時にダムによる治水の強化も検討し、横山ダムの洪水調節機能を強化する傍ら徳山ダム（揖斐川）や長良川河口堰（長良川）、板取ダム（板取川）の計画が持ち上ることとなった。

#### 木曽川水系水資源開発基本計画
濃尾平野は大雨になると洪水の被害を受けやすく、渇水にも悩まされる地域でもあった。古くは1001年（長保3年）に木曽川から大江用水が引かれ、その後宮田用水や木津用水などの用水路が建設され、濃尾平野中部は一大穀倉地帯となった。だが尾張丘陵・知多半島・東濃地域・養老山地一帯は水の便が悪く、特に知多半島は大河川が全くないことから慢性的な水不足に悩まされていた。このためこの一帯ではため池による農業用水補給が行われていたが、それは根本的な解決にはなり得なかった。
戦後に入って、知多半島に水を安定的に供給するための根本解決策として、木曽川から知多半島先端まで農業用水路を整備するという壮大な計画が持ち上がった。これは浜島辰雄によって構想されたものであるが吉田茂によって採用され、やがて木曽特定地域総合開発計画の一環として正式な事業となった。これが愛知用水であるが工事費が莫大なものになることが予想され、政府は世界銀行の融資を仰いだ。1954年（昭和29年）世界銀行の農業調査団一行が来日し、日本各地の農業振興に有用な地域を調査し、融資可能かどうかを調査した。その結果知多半島地域は篠津地域泥炭地開発事業や八郎潟干拓事業などと共に世界銀行の融資を受けることになり、着工に向けて大きく前進した。1955年（昭和30年）10月、事業を運営する特殊法人・愛知用水公団が設立され、1957年（昭和32年）11月に着工した。まず水源として建設省がかつて計画していた王滝川の二子持ダム計画を拡充して牧尾ダムを建設し、関西電力が管理する兼山ダム貯水池に兼山取水口を設けてここから尾張丘陵・知多半島まで水を供給することとした。愛知用水は1961年（昭和36年）に完成し、幹線水路112キロメートル、延べ1,012キロメートルに及ぶ大用水路が渇水に悩まされた地域を今なお潤す。
愛知用水の着工に前後し農林省（農林水産省）は濃尾用水の拡充を図るため1951年（昭和26年）「国営濃尾用水土地改良事業」を施工。愛知県犬山市と岐阜県各務原市の境の木曽川に犬山頭首工を建設して用水補給を増強させ、1968年（昭和43年）に完成した。さらに濃尾用水の完成年には西濃地域のかんがい補給を図るため横山ダム（揖斐川）を水源とする「国営西濃用水土地改良事業」が着工され、1984年（昭和59年）岡島頭首工の竣工によって西濃用水が完成。西濃地域に安定した水供給を行った。そして知多半島と同様に慢性的な水不足に悩む東濃地域（岐阜県多治見市・土岐市・瑞浪市・恵那市・中津川市）に水供給するため岐阜県は1976年（昭和51年）に東濃用水を完成させ、関西電力落合ダムに取水口を設けて東濃地域に安定した水供給をもたらした。現在は濃尾用水の改修を目的に2000年（平成12年）から「新濃尾農地防災事業」が行われており、2014年（平成26年）完成予定である。
こうしたかんがい整備が行われる一方で、名古屋市を中心とする中京圏は急速に人口が増加。さらにトヨタ自動車や新日本製鐵など大型工場が進出することで中京工業地帯も拡充。水需要は青天井の勢いとなった。このため従来治水中心に行われていた河川開発は水資源確保が重要な目的となっていった。利根川や淀川で水資源開発を目的とした河川総合開発事業を行っていた水資源開発公団（現在の独立行政法人水資源機構）は1966年（昭和41年）、木曽川水系を水資源開発促進法に基づく水資源開発水系に指定。愛知用水公団を吸収するとともに「木曽川水系水資源開発基本計画」を定めて水資源開発のための河川施設建設を計画した。
これによって計画されたものとして味噌川ダム・木曽川大堰（木曽川）・阿木川ダム（阿木川）・岩屋ダム（馬瀬川）・長良川河口堰（長良川）・徳山ダム（揖斐川）があり、事業は全て完成し愛知用水の新たな水源となった。また岩屋ダム・木曽川大堰を水源として木曽川用水を建設して愛知用水を補完。さらに1971年（昭和46年）からは三重用水の建設を開始し、揖斐川を水源として1977年（昭和52年）に完成した中里ダムなどを経由し三重県北中部地域に上水道・工業用水道・農業用水を1993年（平成5年）より供給開始した。これらのダム・堰・用水路は名古屋市の水がめとして現在も重要な役割を果たしている。現在は2008年（平成20年）に完成した徳山ダムの水を岐阜県揖斐郡揖斐川町から長良川を経て愛知県犬山市の木曽川まで結ぶ木曽川水系連絡導水路の建設が進められている。また1984年（昭和59年）の長野県西部地震によって大量の土砂が流入した御岳湖の土砂を掘削して貯水容量を確保するための牧尾ダム再開発事業が行われている。

### 全国を巻き込んだ論争 - 長良川河口堰・徳山ダム -
| 長良川河口堰（長良川）。公共事業の在り方や河川環境について日本中に問題を提起した。 |  | 徳山ダム（揖斐川）。徳山村全村が水没するため強固な反対運動が巻き起こった。 |
| 長良川河口堰（長良川）。公共事業の在り方や河川環境について日本中に問題を提起した。 |  | 徳山ダム（揖斐川）。徳山村全村が水没するため強固な反対運動が巻き起こった。 |

公共事業見直しの風潮は木曽川水系の開発にも影響を及ぼした。
特に木曽川水系は全国的に注目の的になっている。
一つは長良川河口堰である。
高度経済成長期の1968年（昭和43年）に計画発表されたが、ダムの無い長良川に河口堰を建設することに猛烈な反対運動が巻き起こった。これにより本体建設は全く進まず、堰と一体で運用される予定であった板取ダム（板取川）の建設が中止に追い込まれた。長良川固有種のサツキマスを始め魚類に多大な影響を及ぼすとの反対派の主張は新聞社やジャーナリストを味方につけ、中立的な視点での議論が出来なくなってしまったが、結果環境アセスメントを厳密に行う事で建設は進み、1994年（平成6年）完成した。
もう一つは揖斐川に2008年（平成20年）に完成した徳山ダムである。ダム建設により揖斐郡徳山村（現・揖斐川町）全村477戸が水没することになるため、反対運動が激化した。事業者・水没予定者双方のねばり強い交渉の末、代替地集団移転で妥結した。この2事業は、公共事業と環境問題、生存権という複雑な問題を多くの関係者に投げかけ、以降の公共事業に多大な影響を与えた。
木曽川水系の河川整備は環境保護という大きな問題を投げかけた。だが、長良川は1976年（昭和51年）の9.12水害や2000年（平成12年）の東海豪雨による郡上市の大災害など度々流域に被害をもたらす氾濫を起こし、堤防整備では限界との意見がある。揖斐川に関しても、横山ダムによって洪水調節が実施されているが2003年（平成15年）の大垣水害など流域はしばしば洪水の被害を受けており、徳山ダムの必要性を流域自治体が訴求している。木曽川についても1983年（昭和58年）の美濃加茂水害で丸山ダムの計画流入量を超える洪水が発生した事から新丸山ダムを現在建設中である。また、知多半島は1994年（平成6年）の大渇水で1日19時間断水の事態となり、トヨタ自動車の工場操業にも影響を及ぼした。
しかしながら、高度経済成長が終わり、水需要の増大が見込めない中、ダム建設が本当にコストに見合ったものであるのか、という視点での批判もある。治水についても、ダムによる治水にばかり依存するのではなく、旧来からあった輪中を有効活用して洪水被害に対処しようという意見もあり、国土交通省も具体的な検討を行いつつある。
こうした事から、流域住民の生命・財産の保護を取るか、自然保護を取るか、それは住民にとって本当に最適な選択肢かという、難しい決定を関係者は迫られている。両立が難しい為に、中立的な視点で当事者による公開・公正な議論が求められている。

## 主な支流
一級河川のみを下流側から順に記載する（出典：河川コード台帳（国土交通省中部地方整備局）、長野県、岐阜県、三重県）。

### 木曽川の支流
| 河川         | よみ                   | 次数    | 管理者                       | 主な経過地                                                       | 河川延長 （km） | 備考                             |
| ------------ | ---------------------- | ------- | ---------------------------- | ---------------------------------------------------------------- | --------------- | -------------------------------- |
| 木曽川       | きそがわ               | 本川    | 中部地方整備局 長野県 岐阜県 |                                                                  | 122.3           |                                  |
| 松川         | まつかわ               | 1次支川 | 三重県                       | 桑名市                                                           |                 |                                  |
| 揖斐川       | いびがわ               | 1次支川 | 中部地方整備局 岐阜県        |                                                                  |                 | 本川の支流は揖斐川の支流を参照。 |
| 鍋田川       | なべたがわ             | 1次支川 | 愛知県 三重県                | 木曽岬町、弥富市                                                 |                 |                                  |
| 鍋田川東支川 | なべたがわひがししせん | 2次支川 | 愛知県                       | 弥富市                                                           |                 |                                  |
| 北派川       | きたはせん             | 1次支川 | 中部地方整備局               | 笠松町、各務原市                                                 | 2.7             |                                  |
| 新境川       | しんさかいがわ         | 2次支川 | 岐阜県                       | 笠松町、各務原市                                                 | 13.6            |                                  |
| 南派川       | みなみはせん           | 1次支川 | 中部地方整備局               | 一宮市、各務原市、江南市                                         | 9.2             |                                  |
| 郷瀬川       | ごうせがわ             | 1次支川 | 愛知県                       | 犬山市                                                           |                 |                                  |
| 新郷瀬川     | しんごうせがわ         | 2次支川 | 愛知県                       | 犬山市                                                           |                 |                                  |
| 大安寺川     | だいあんじがわ         | 1次支川 | 岐阜県                       | 各務原市                                                         | 2.3             |                                  |
| 迫間川       | はざまがわ             | 1次支川 | 岐阜県                       | 坂祝町、関市                                                     | 4.0             |                                  |
| 可児川       | かにがわ               | 1次支川 | 岐阜県                       | 可児市、御嵩町、瑞浪市                                           | 23.9            |                                  |
| 矢戸川       | やとがわ               | 2次支川 | 岐阜県                       | 可児市                                                           | 4.2             |                                  |
| 横市川       | よこいちがわ           | 2次支川 | 岐阜県                       | 可児市                                                           | 6.0             |                                  |
| 久々利川     | くくりがわ             | 2次支川 | 岐阜県                       | 可児市                                                           | 7.6             |                                  |
| 姫川         | ひめかわ               | 3次支川 | 岐阜県                       | 可児市、多治見市                                                 | 5.7             |                                  |
| 大森川       | おおもりがわ           | 3次支川 | 岐阜県                       | 可児市                                                           | 4.0             |                                  |
| 中郷川       | なかごうがわ           | 3次支川 | 岐阜県                       | 可児市                                                           | 2.7             |                                  |
| 瀬田川       | せたがわ               | 2次支川 | 岐阜県                       | 可児市                                                           | 2.7             |                                  |
| 比衣川       | ひえがわ               | 2次支川 | 岐阜県                       | 御嵩町                                                           | 2.5             |                                  |
| 真名田川     | まなだがわ             | 2次支川 | 岐阜県                       | 御嵩町                                                           | 1.9             |                                  |
| 唐沢川       | からさわがわ           | 2次支川 | 岐阜県                       | 御嵩町                                                           | 1.5             |                                  |
| 平芝川       | ひらしばがわ           | 2次支川 | 岐阜県                       | 御嵩町                                                           | 1.5             |                                  |
| 切木川       | きりきがわ             | 2次支川 | 岐阜県                       | 御嵩町                                                           | 2.5             |                                  |
| 津橋川       | つばしがわ             | 2次支川 | 岐阜県                       | 御嵩町、瑞浪市                                                   | 3.5             |                                  |
| 加茂川       | かもがわ               | 1次支川 | 岐阜県                       | 坂祝町、美濃加茂市                                               | 11.4            |                                  |
| 寿後川       | すごがわ               | 2次支川 | 岐阜県                       | 坂祝町                                                           | 0.8             |                                  |
| 飛騨川       | ひだがわ               | 1次支川 | 岐阜県                       | 美濃加茂市、川辺町、七宗町、 八百津町、白川町、下呂市、 高山市、 | 136.8           |                                  |
| 深渡川       | ふかどがわ             | 2次支川 | 岐阜県                       | 美濃加茂市                                                       | 1.8             |                                  |
| 雄鳥川       | おんどりがわ           | 2次支川 | 岐阜県                       | 川辺町                                                           | 5.0             |                                  |
| 飯田川       | いいだがわ             | 2次支川 | 岐阜県                       | 川辺町                                                           | 3.5             |                                  |
| 水無瀬川     | みなせがわ             | 2次支川 | 岐阜県                       | 川辺町                                                           | 1.6             |                                  |
| 尾賀野川     | おがのがわ             | 2次支川 | 岐阜県                       | 川辺町                                                           | 1.8             |                                  |
| 神淵川       | かぶちがわ             | 2次支川 | 岐阜県                       | 七宗町                                                           | 12.8            |                                  |
| 飯高川       | いいだかがわ           | 3次支川 | 岐阜県                       | 七宗町                                                           | 1.2             |                                  |
| 葛屋川       | くずやがわ             | 3次支川 | 岐阜県                       | 七宗町                                                           | 4.5             |                                  |
| 間見川       | まみがわ               | 3次支川 | 岐阜県                       | 七宗町                                                           | 3.0             |                                  |
| 奥田川       | おくだがわ             | 3次支川 | 岐阜県                       | 七宗町                                                           | 3.8             |                                  |
| 八日市川     | ようかいちがわ         | 4次支川 | 岐阜県                       | 七宗町                                                           | 4.3             |                                  |
| 葉津川       | はずがわ               | 3次支川 | 岐阜県                       | 七宗町                                                           | 3.8             |                                  |
| 杉洞川       | すぎほらがわ           | 3次支川 | 岐阜県                       | 七宗町                                                           | 1.6             |                                  |
| 白川         | しらかわ               | 2次支川 | 岐阜県                       | 白川町、東白川村、中津川市                                       | 31.0            |                                  |
| 田代沢川     | たしろざわがわ         | 3次支川 | 岐阜県                       | 白川町                                                           | 0.4             |                                  |
| 黒川         | くろかわ               | 3次支川 | 岐阜県                       | 白川町                                                           | 22.1            |                                  |
| 赤川         | あかかわ               | 4次支川 | 岐阜県                       | 白川町                                                           | 9.2             |                                  |
| 栃平川       | とちだいらがわ         | 5次支川 | 岐阜県                       | 白川町                                                           | 2.2             |                                  |
| 柿反川       | かきぞれがわ           | 4次支川 | 岐阜県                       | 白川町                                                           | 3.9             |                                  |
| 洞山川       | ほらやまがわ           | 3次支川 | 岐阜県                       | 白川町                                                           | 2.4             |                                  |
| 柏本川       | かしもとがわ           | 3次支川 | 岐阜県                       | 東白川村                                                         | 1.5             |                                  |
| 西洞川       | にしぼらがわ           | 3次支川 | 岐阜県                       | 東白川村                                                         | 2.8             |                                  |
| 佐広川       | さひろがわ             | 3次支川 | 岐阜県                       | 東白川村                                                         | 3.6             |                                  |
| 曲坂川       | まがりさかがわ         | 3次支川 | 岐阜県                       | 東白川村                                                         | 1.8             |                                  |
| 大明神川     | だいみょうじんがわ     | 3次支川 | 岐阜県                       | 東白川村                                                         | 6.0             |                                  |
| 新巣川       | しんすがわ             | 4次支川 | 岐阜県                       | 東白川村                                                         | 1.4             |                                  |
| 佐見川       | さみがわ               | 2次支川 | 岐阜県                       | 白川町                                                           | 19.6            |                                  |
| 稲田川       | いなだがわ             | 3次支川 | 岐阜県                       | 白川町                                                           | 2.2             |                                  |
| 小野日陰川   | おのひかげがわ         | 3次支川 | 岐阜県                       | 白川町                                                           | 2.2             |                                  |
| 菅田川       | すがたがわ             | 2次支川 | 岐阜県                       | 下呂市                                                           | 8.9             |                                  |
| 馬瀬川       | まぜがわ               | 2次支川 | 中部地方整備局 岐阜県        | 下呂市、高山市                                                   | 76.4            |                                  |
| 戸川         | とがわ                 | 3次支川 | 岐阜県                       | 下呂市                                                           | 6.9             |                                  |
| 和良川       | わらがわ               | 3次支川 | 岐阜県                       | 下呂市、郡上市                                                   | 9.0             |                                  |
| 土京川       | どきょうがわ           | 4次支川 | 岐阜県                       | 郡上市                                                           | 8.2             |                                  |
| 鬼谷川       | おんだにがわ           | 4次支川 | 岐阜県                       | 郡上市                                                           | 1.3             |                                  |
| 入間川       | いるまがわ             | 5次支川 | 岐阜県                       | 郡上市                                                           | 3.5             |                                  |
| 貢間川       | ぐまがわ               | 6次支川 | 岐阜県                       | 郡上市                                                           | 2.2             |                                  |
| 弓掛川       | ゆがけがわ             | 3次支川 | 中部地方整備局               | 下呂市、郡上市                                                   | 14.9            |                                  |
| 小原川       | おばらがわ             | 3次支川 | 岐阜県                       | 高山市                                                           | 2.0             |                                  |
| 門和佐川     | かどわさがわ           | 2次支川 | 岐阜県                       | 下呂市                                                           | 16.8            |                                  |
| 竹原川       | たけはらがわ           | 2次支川 | 岐阜県                       | 下呂市                                                           | 8.9             |                                  |
| 輪川         | わがわ                 | 3次支川 | 岐阜県                       | 下呂市                                                           | 9.0             |                                  |
| 乗政川       | のりまさがわ           | 3次支川 | 岐阜県                       | 下呂市                                                           | 4.0             |                                  |
| 神梨川       | かみなしがわ           | 3次支川 | 岐阜県                       | 下呂市                                                           | 1.1             |                                  |
| 般若川       | はんにゃがわ           | 3次支川 | 岐阜県                       | 下呂市                                                           | 1.7             |                                  |
| 白山川       | はくさんかわ           | 4次支川 | 岐阜県                       | 下呂市                                                           | 0.8             |                                  |
| 山之口川     | やまのぐちがわ         | 2次支川 | 岐阜県                       | 下呂市                                                           | 11.2            |                                  |
| カジヤ谷川   | かじやだにがわ         | 3次支川 | 岐阜県                       | 下呂市                                                           | 2.5             |                                  |
| 大ケ洞川     | おおがぼらがわ         | 2次支川 | 岐阜県                       | 下呂市                                                           | 3.5             |                                  |
| 小坂川       | おさかがわ             | 2次支川 | 岐阜県                       | 下呂市                                                           | 28.4            |                                  |
| 大洞川       | おおぼらがわ           | 3次支川 | 岐阜県                       | 下呂市                                                           | 4.1             |                                  |
| 兵衛谷川     | ひょうえだにがわ       | 4次支川 | 岐阜県                       | 下呂市                                                           | 4.6             |                                  |
| 無数河川     | むすごがわ             | 2次支川 | 岐阜県                       | 高山市                                                           | 7.9             |                                  |
| 八尺川       | はっしゃくがわ         | 2次支川 | 岐阜県                       | 高山市                                                           | 4.7             |                                  |
| 青屋川       | あおやがわ             | 2次支川 | 岐阜県                       | 高山市                                                           | 5.4             |                                  |
| 九蔵川       | くぞうがわ             | 3次支川 | 岐阜県                       | 高山市                                                           | 1.0             |                                  |
| 秋神川       | あきがみがわ           | 2次支川 | 岐阜県                       | 高山市                                                           | 5.1             |                                  |
| 道後谷川     | どうごだにがわ         | 2次支川 | 岐阜県                       | 高山市                                                           | 3.3             |                                  |
| 塩蔵川       | えんぞうがわ           | 2次支川 | 岐阜県                       | 高山市                                                           | 2.7             |                                  |
| 黍生川       | きびふがわ             | 2次支川 | 岐阜県                       | 高山市                                                           | 1.8             |                                  |
| 小長谷川     | こながたにがわ         | 3次支川 | 岐阜県                       | 高山市                                                           | 0.8             |                                  |
| 脇谷川       | わきたにがわ           | 4次支川 | 岐阜県                       | 高山市                                                           | 0.0             |                                  |
| 日和田川     | ひわだがわ             | 2次支川 | 岐阜県                       | 高山市                                                           | 8.0             |                                  |
| 幕岩川       | まくいわがわ           | 3次支川 | 岐阜県                       | 高山市                                                           | 4.0             |                                  |
| 沢尻川       | さわじりがわ           | 1次支川 | 岐阜県                       | 恵那市                                                           | 4.1             |                                  |
| 中野方川     | なかのほがわ           | 1次支川 | 岐阜県                       | 恵那市                                                           | 10.5            |                                  |
| 力石川       | ちからいしがわ         | 2次支川 | 岐阜県                       | 恵那市                                                           | 1.1             |                                  |
| 千田川       | せんだがわ             | 1次支川 | 岐阜県                       | 恵那市                                                           | 3.2             |                                  |
| 和田川       | わだがわ               | 1次支川 | 岐阜県                       | 恵那市、中津川市                                                 | 9.0             |                                  |
| 柏ケ根川     | かしがねがわ           | 2次支川 | 岐阜県                       | 中津川市                                                         | 3.9             |                                  |
| 阿木川       | あぎがわ               | 1次支川 | 中部地方整備局 岐阜県        | 恵那市、中津川市                                                 | 16.9            |                                  |
| 濁川         | にごりがわ             | 2次支川 | 岐阜県                       | 恵那市、中津川市                                                 | 4.0             |                                  |
| 横町川       | よこまちがわ           | 2次支川 | 岐阜県                       | 恵那市                                                           | 1.7             |                                  |
| 永田川       | ながたがわ             | 2次支川 | 岐阜県                       | 恵那市                                                           | 5.2             |                                  |
| 田違川       | たちがいがわ           | 3次支川 | 岐阜県                       | 恵那市                                                           | 2.5             |                                  |
| 定蓮寺川     | じょうれんじがわ       | 2次支川 | 岐阜県                       | 恵那市                                                           | 1.5             |                                  |
| 飯沼川       | いいぬまがわ           | 2次支川 | 岐阜県                       | 恵那市、中津川市                                                 | 9.4             |                                  |
| 岩村川       | いわむらがわ           | 2次支川 | 中部地方整備局               | 恵那市                                                           | 8.4             |                                  |
| 湯壺川       | ゆつぼがわ             | 3次支川 | 中部地方整備局               | 恵那市                                                           | 1.4             |                                  |
| 富田川       | とみだがわ             | 3次支川 | 岐阜県                       | 恵那市                                                           | 5.5             |                                  |
| 吉田川       | よしだがわ             | 4次支川 | 岐阜県                       | 恵那市                                                           | 2.4             |                                  |
| 飯羽間川     | いいばまがわ           | 3次支川 | 岐阜県                       | 恵那市                                                           | 3.3             |                                  |
| 一色川       | いしきがわ             | 3次支川 | 岐阜県                       | 恵那市                                                           | 2.2             |                                  |
| 野田川       | のだがわ               | 2次支川 | 中部地方整備局               | 中津川市                                                         | 1.1             |                                  |
| 久須田川     | くすだがわ             | 2次支川 | 岐阜県                       | 中津川市                                                         | 1.9             |                                  |
| 寺川         | てらがわ               | 2次支川 | 岐阜県                       | 中津川市                                                         | 2.8             |                                  |
| 千旦林川     | せんだばやしがわ       | 1次支川 | 岐阜県                       | 中津川市                                                         | 6.0             |                                  |
| 坂本川       | さかもとがわ           | 2次支川 | 岐阜県                       | 中津川市                                                         | 3.6             |                                  |
| 一之瀬川     | いちのせがわ           | 1次支川 | 岐阜県                       | 中津川市                                                         | 4.7             |                                  |
| 付知川       | つけちがわ             | 1次支川 | 岐阜県                       | 中津川市                                                         | 27.5            |                                  |
| 狩宿川       | かりやどがわ           | 2次支川 | 岐阜県                       | 中津川市                                                         | 5.3             |                                  |
| 麦搗川       | むぎつぎがわ           | 3次支川 | 岐阜県                       | 中津川市                                                         | 3.0             |                                  |
| 木積沢川     | きずみさわがわ         | 2次支川 | 岐阜県                       | 中津川市                                                         | 2.5             |                                  |
| 松島川       | まつしまがわ           | 2次支川 | 岐阜県                       | 中津川市                                                         | 2.7             |                                  |
| 長根川       | ちょうねがわ           | 2次支川 | 岐阜県                       | 中津川市                                                         | 3.5             |                                  |
| 柏原川       | かしわばらがわ         | 2次支川 | 岐阜県                       | 中津川市                                                         | 5.0             |                                  |
| 横川         | よこがわ               | 2次支川 | 岐阜県                       | 中津川市                                                         | 3.7             |                                  |
| 山の田川     | やまのだがわ           | 1次支川 | 岐阜県                       | 中津川市                                                         | 3.6             |                                  |
| 中津川       | なかつがわ             | 1次支川 | 岐阜県                       | 中津川市                                                         | 14.0            |                                  |
| 四ツ目川     | よつめがわ             | 2次支川 | 岐阜県                       | 中津川市                                                         | 2.6             |                                  |
| 後田川       | うしろだがわ           | 2次支川 | 岐阜県                       | 中津川市                                                         | 2.6             |                                  |
| 前川         | まえかわ               | 3次支川 | 岐阜県                       | 中津川市                                                         | 2.2             |                                  |
| 落合川       | おちあいがわ           | 1次支川 | 岐阜県                       | 中津川市                                                         | 3.7             |                                  |
| 湯舟沢川     | ゆぶねざわがわ         | 2次支川 | 岐阜県                       | 中津川市                                                         | 5.7             |                                  |
| 島田川       | しまだがわ             | 3次支川 | 岐阜県                       | 中津川市                                                         | 2.8             |                                  |
| 牧沢川       | まきさわがわ           | 4次支川 | 岐阜県                       | 中津川市                                                         | 1.8             |                                  |
| 外洞川       | そでぼらがわ           | 1次支川 | 岐阜県                       | 中津川市                                                         | 5.0             |                                  |
| 川上川       | かわうえがわ           | 1次支川 | 岐阜県                       | 中津川市                                                         | 9.9             |                                  |
| 坪川         | つぼがわ               | 1次支川 | 長野県                       | 南木曽町                                                         | 6.1             |                                  |
| 塚野川       | つかのがわ             | 2次支川 | 長野県                       | 南木曽町                                                         | 2.7             |                                  |
| 長谷川       | はせがわ               | 1次支川 | 長野県                       | 南木曽町                                                         | 3.3             |                                  |
| 蘭川         | あららぎがわ           | 1次支川 | 長野県                       | 南木曽町                                                         | 12.0            |                                  |
| 細野沢       | ほそのざわ             | 2次支川 | 長野県                       | 南木曽町                                                         | 1.5             |                                  |
| 男埵川       | おたるがわ             | 2次支川 | 長野県                       | 南木曽町                                                         | 3.9             |                                  |
| 押手沢       | おしてざわ             | 2次支川 | 長野県                       | 南木曽町                                                         | 1.0             |                                  |
| 額付川       | ひたいつけがわ         | 2次支川 | 長野県                       | 南木曽町                                                         | 2.2             |                                  |
| 南沢川       | みなみさわがわ         | 2次支川 | 長野県                       | 南木曽町                                                         | 3.5             |                                  |
| 鍋割川       | なべわりがわ           | 2次支川 | 長野県                       | 南木曽町                                                         | 2.8             |                                  |
| 桂川         | かつらがわ             | 3次支川 | 長野県                       | 南木曽町                                                         | 5.0             |                                  |
| 長者畑川     | ちょうじゃばたがわ     | 2次支川 | 長野県                       | 南木曽町                                                         | 3.0             |                                  |
| 与川         | よがわ                 | 1次支川 | 長野県                       | 南木曽町、大桑村                                                 | 7.5             |                                  |
| 胡桃田川     | くるみだがわ           | 2次支川 | 長野県                       | 南木曽町                                                         | 1.6             |                                  |
| 下山沢川     | しもやまざわがわ       | 2次支川 | 長野県                       | 南木曽町                                                         | 4.4             |                                  |
| 南沢川       | みなみさわがわ         | 3次支川 | 長野県                       | 南木曽町                                                         | 2.1             |                                  |
| 上山沢川     | かみやまさわがわ       | 2次支川 | 長野県                       | 南木曽町                                                         | 5.9             |                                  |
| 柿其川       | かきぞれがわ           | 1次支川 | 長野県                       | 南木曽町                                                         | 10.9            |                                  |
| 岩倉沢       | いわくらさわ           | 2次支川 | 長野県                       | 南木曽町                                                         | 3.0             |                                  |
| 阿寺川       | あでらがわ             | 1次支川 | 長野県                       | 大桑村                                                           | 12.9            |                                  |
| 二段田川     | にだんだがわ           | 1次支川 | 長野県                       | 大桑村                                                           | 2.3             |                                  |
| 長通川       | ながどうりがわ         | 1次支川 | 長野県                       | 大桑村                                                           | 0.8             |                                  |
| 殿小川       | とのおがわ             | 1次支川 | 長野県                       | 大桑村                                                           | 6.4             |                                  |
| 上田沢       | かみたざわ             | 1次支川 | 長野県                       | 大桑村                                                           | 1.5             |                                  |
| 伊那川       | いながわ               | 1次支川 | 長野県                       | 大桑村                                                           | 16.4            |                                  |
| 浦川         | うらかわ               | 2次支川 | 長野県                       | 大桑村                                                           | 4.8             |                                  |
| 越百川       | こすもがわ             | 2次支川 | 長野県                       | 大桑村                                                           | 6.6             |                                  |
| けさざわ川   | けさざわがわ           | 2次支川 | 長野県                       | 大桑村                                                           | 5.9             |                                  |
| 福栃沢       | ふくとちさわ           | 3次支川 | 長野県                       | 大桑村                                                           | 0.8             |                                  |
| 東川本谷川   | ひがしかわほんたにがわ | 2次支川 | 長野県                       | 大桑村                                                           | 3.9             |                                  |
| カナ沢       | かなざわ               | 2次支川 | 長野県                       | 大桑村                                                           | 0.9             |                                  |
| 滑川         | なめかわ               | 1次支川 | 長野県                       | 上松町                                                           | 8.7             |                                  |
| 中沢         | なかざわ               | 1次支川 | 長野県                       | 上松町                                                           | 2.2             |                                  |
| 小川         | おがわ                 | 1次支川 | 長野県                       | 上松町                                                           | 17.0            |                                  |
| 十王沢川     | じゅうおうざわがわ     | 1次支川 | 長野県                       | 上松町                                                           | 7.0             |                                  |
| 王滝川       | おおたきがわ           | 1次支川 | 長野県                       | 木曽町、王滝村                                                   | 53.8            |                                  |
| 本洞川       | ほんぼらがわ           | 2次支川 | 長野県                       | 木曽町                                                           | 7.6             |                                  |
| 西野川       | にしのがわ             | 2次支川 | 長野県                       | 木曽町                                                           | 26.7            |                                  |
| 白川         | しらかわ               | 3次支川 | 長野県                       | 木曽町                                                           | 10.0            |                                  |
| 湯川         | ゆかわ                 | 3次支川 | 長野県                       | 木曽町                                                           | 8.9             |                                  |
| 鹿ノ瀬川     | かのせがわ             | 3次支川 | 長野県                       | 木曽町                                                           | 0.3             |                                  |
| 末川         | すえかわ               | 3次支川 | 長野県                       | 木曽町                                                           | 11.4            |                                  |
| 把の沢川     | たばのさわがわ         | 4次支川 | 長野県                       | 木曽町                                                           | 3.6             |                                  |
| ヒゲ沢川     | ひげさわがわ           | 4次支川 | 長野県                       | 木曽町                                                           | 3.0             |                                  |
| 冷川         | つめたがわ             | 3次支川 | 長野県                       | 木曽町                                                           | 5.6             |                                  |
| 西又川       | にしまたがわ           | 3次支川 | 長野県                       | 木曽町                                                           | 5.0             |                                  |
| 藤沢川       | ふじさわがわ           | 3次支川 | 長野県                       | 木曽町                                                           | 2.6             |                                  |
| 樽沢         | たるざわ               | 2次支川 | 長野県                       | 王滝村                                                           | 4.7             |                                  |
| 大又川       | おおまたがわ           | 2次支川 | 長野県                       | 王滝村                                                           | 7.4             |                                  |
| 溝口川       | みぞぐちがわ           | 2次支川 | 長野県                       | 王滝村                                                           | 4.0             |                                  |
| 鈴ケ沢       | すずがさわ             | 2次支川 | 長野県                       | 王滝村                                                           | 3.6             |                                  |
| 鯎川         | うぐいがわ             | 2次支川 | 長野県                       | 王滝村                                                           | 14.4            |                                  |
| 小俣川       | おまたがわ             | 3次支川 | 長野県                       | 王滝村                                                           | 3.0             |                                  |
| 濁沢川       | にごりざわがわ         | 2次支川 | 長野県                       | 王滝村                                                           | 5.2             |                                  |
| 下黒沢       | しもくろさわ           | 2次支川 | 長野県                       | 王滝村                                                           | 0.7             |                                  |
| 白谷川       | しらたにがわ           | 2次支川 | 長野県                       | 王滝村                                                           | 1.0             |                                  |
| 枝川         | えだがわ               | 3次支川 | 長野県                       | 王滝村                                                           | 0.6             |                                  |
| 中沢川       | なかざわがわ           | 1次支川 | 長野県                       | 木曽町                                                           | 5.0             |                                  |
| 八沢川       | やざわがわ             | 1次支川 | 長野県                       | 木曽町                                                           | 6.3             |                                  |
| 黒川         | くろかわ               | 1次支川 | 長野県                       | 木曽町                                                           | 12.2            |                                  |
| 幸沢川       | こうざわがわ           | 2次支川 | 長野県                       | 木曽町                                                           | 7.6             |                                  |
| 西洞川       | にしほらがわ           | 2次支川 | 長野県                       | 木曽町                                                           | 4.1             |                                  |
| 上小川       | かみおがわ             | 2次支川 | 長野県                       | 木曽町                                                           | 2.0             |                                  |
| 熊沢川       | くまざわがわ           | 1次支川 | 長野県                       | 木曽町                                                           | 6.4             |                                  |
| 正沢川       | しょうざわがわ         | 1次支川 | 長野県                       | 木曽町                                                           | 11.2            |                                  |
| 濃ケ池川     | のうがいけがわ         | 2次支川 | 長野県                       | 木曽町                                                           | 6.7             |                                  |
| 神谷川       | かみやがわ             | 1次支川 | 長野県                       | 木曽町                                                           | 3.0             |                                  |
| 菅川         | すげがわ               | 1次支川 | 長野県                       | 木祖村                                                           | 3.9             |                                  |
| 塩沢川       | しおざわがわ           | 1次支川 | 長野県                       | 木祖村                                                           | 7.7             |                                  |
| 笹川         | ささがわ               | 1次支川 | 長野県                       | 木祖村                                                           | 8.7             |                                  |

### 揖斐川の支流
揖斐川は木曽川の1次支川とされるが、下記表中では本川とし、以下の支川は揖斐川に対しての次数を示す。
| 河川                  | よみ                      | 次数                   | 管理者                | 主な経過地                                | 河川延長 （km） | 備考                             |
| --------------------- | ------------------------- | ---------------------- | --------------------- | ----------------------------------------- | --------------- | -------------------------------- |
| 揖斐川                | いびがわ                  | 本川 （木曽川1次支川） | 中部地方整備局 岐阜県 |                                           |                 |                                  |
| 新堀川                | しんぼりがわ              | 1次支川                | 三重県                | 桑名市                                    |                 |                                  |
| 長良川                | ながらがわ                | 1次支川                | 中部地方整備局 岐阜県 |                                           |                 | 本川の支流は長良川の支流を参照。 |
| 大山田川              | おおやまだがわ            | 1次支川                | 三重県                | 桑名市                                    |                 |                                  |
| 沢北川                | さわきたがわ              | 1次支川                | 三重県                | 桑名市                                    |                 |                                  |
| 東川                  | あずまがわ                | 2次支川                | 三重県                | 桑名市                                    |                 |                                  |
| 流石川                | さざれいしがわ            | 1次支川                | 三重県                | 桑名市                                    |                 |                                  |
| 三砂川                | みすながわ                | 1次支川                | 三重県                | 桑名市                                    |                 |                                  |
| 新田川                | しんでんがわ              | 1次支川                | 三重県                | 桑名市                                    |                 |                                  |
| 肱江川 大谷川         | ひじえがわ おおたにがわ   | 1次支川                | 中部地方整備局 三重県 | 桑名市                                    |                 |                                  |
| 大杉谷川              | おおすぎだにがわ          | 2次支川                | 三重県                | 桑名市                                    |                 |                                  |
| 落合川                | おちあいがわ              | 2次支川                | 三重県                | 桑名市                                    |                 |                                  |
| 南谷川                | みなみだにがわ            | 2次支川                | 三重県                | 桑名市                                    |                 |                                  |
| 奥南谷川              | おくみなみだにがわ        | 3次支川                | 三重県                | 桑名市                                    |                 |                                  |
| 田代川                | たしろがわ                | 2次支川                | 三重県                | 桑名市                                    |                 |                                  |
| 多度川 狼谷川         | たどがわ おおかみだにがわ | 1次支川                | 中部地方整備局 三重県 | 桑名市                                    |                 |                                  |
| 赤沢川                | あかざわがわ              | 2次支川                | 三重県                | 桑名市                                    |                 |                                  |
| 赤谷川                | あかたにがわ              | 2次支川                | 三重県                | 桑名市                                    |                 |                                  |
| 落葉川                | おちばがわ                | 2次支川                | 三重県                | 桑名市                                    |                 |                                  |
| 福江川                | ふくえがわ                | 1次支川                | 岐阜県                | 海津市                                    | 2.3             |                                  |
| 大江川                | おおえがわ                | 1次支川                | 岐阜県                | 海津市                                    | 13.2            |                                  |
| 東大江川              | ひがしおおえがわ          | 2次支川                | 岐阜県                | 海津市                                    | 7.3             |                                  |
| 中江川                | なかえがわ                | 1次支川                | 岐阜県                | 海津市                                    | 5.6             |                                  |
| 帆引川                | ほびきがわ                | 1次支川                | 岐阜県                | 海津市                                    | 0.7             |                                  |
| 山除川                | やまよけがわ              | 1次支川                | 三重県 岐阜県         | 桑名市、海津市                            | 6.8             |                                  |
| 長除川                | ながよけがわ              | 1次支川                | 岐阜県                | 海津市                                    | 3.5             |                                  |
| 田鶴川                | たづるがわ                | 2次支川                | 岐阜県                | 海津市                                    | 3.8             |                                  |
| 三切川                | みきりがわ                | 2次支川                | 岐阜県                | 海津市                                    | 0.3             |                                  |
| 津屋川                | つやがわ                  | 1次支川                | 岐阜県                | 海津市、養老町                            | 13.8            |                                  |
| 五三川                | ごさんがわ                | 2次支川                | 岐阜県                | 養老町、海津市                            | 6.1             |                                  |
| 大榑川                | おおぐれがわ              | 1次支川                | 岐阜県                | 海津市、養老町、輪之内町                  | 4.2             |                                  |
| 大榑川放水路          | おおぐれがわほうすいろ    | 2次支川                | 岐阜県                | 輪之内町、養老町                          | 0.3             |                                  |
| 牧田川                | まきたがわ                | 1次支川                | 中部地方整備局 岐阜県 | 養老町、輪之内町、大垣市                  | 37.2            |                                  |
| 水門川                | すいもんがわ              | 2次支川                | 岐阜県                | 輪之内町、大垣市                          | 14.5            |                                  |
| 中之江川              | なかのえがわ              | 3次支川                | 岐阜県                | 大垣市                                    | 5.8             |                                  |
| 新規川 曽根川         | しんきがわ そねがわ       | 4次支川                | 岐阜県                | 大垣市                                    | 2.9             |                                  |
| 加納川                | かのうがわ                | 3次支川                | 岐阜県                | 大垣市                                    | 1.9             |                                  |
| 杭瀬川                | くいせがわ                | 2次支川                | 中部地方整備局 岐阜県 | 輪之内町、大垣市、養老町                  | 23.9            |                                  |
| 小畑川                | おばたがわ                | 3次支川                | 岐阜県                | 養老町                                    | 4.7             |                                  |
| 相川                  | あいかわ                  | 3次支川                | 岐阜県                | 養老町、大垣市、垂井町、 関ケ原町         | 18.1            |                                  |
| 色目川                | いろめがわ                | 4次支川                | 岐阜県                | 大垣市、養老町                            | 3.0             |                                  |
| 大谷川                | おおたにがわ              | 4次支川                | 岐阜県                | 養老町                                    | 8.4             |                                  |
| 矢道川                | やみちがわ                | 5次支川                | 岐阜県                | 養老町                                    | 1.1             |                                  |
| 薬師川                | やくしがわ                | 5次支川                | 岐阜県                | 養老町                                    | 1.9             |                                  |
| 泥川                  | どろかわ                  | 4次支川                | 岐阜県                | 大垣市、養老町、垂井町                    | 4.8             |                                  |
| 梅谷川                | うめたにがわ              | 4次支川                | 岐阜県                | 垂井町、池田町                            | 4.5             |                                  |
| 大滝川                | おおたきがわ              | 4次支川                | 岐阜県                | 垂井町                                    | 5.2             |                                  |
| 岩手川                | いわてがわ                | 4次支川                | 岐阜県                | 垂井町                                    | 4.5             |                                  |
| 大栗毛川              | おおくりげがわ            | 4次支川                | 岐阜県                | 関ケ原町                                  | 1.5             |                                  |
| 菅野川                | すがのがわ                | 3次支川                | 岐阜県                | 大垣市、神戸町                            | 3.5             |                                  |
| 奥川                  | おくかわ                  | 3次支川                | 岐阜県                | 大垣市、池田町、神戸町                    | 3.0             |                                  |
| 東川                  | ひがしかわ                | 3次支川                | 岐阜県                | 池田町                                    | 5.3             |                                  |
| 中川                  | なかがわ                  | 3次支川                | 岐阜県                | 池田町                                    | 2.1             |                                  |
| 深町川                | ふかまちがわ              | 4次支川                | 岐阜県                | 池田町                                    | 1.7             |                                  |
| 金草川                | かなくさがわ              | 2次支川                | 岐阜県                | 養老町                                    | 5.4             |                                  |
| 石畑川                | いしばたがわ              | 3次支川                | 岐阜県                | 養老町                                    | 0.9             |                                  |
| 五日市川              | いつかいちがわ            | 2次支川                | 岐阜県                | 養老町                                    | 3.0             |                                  |
| 藤古川                | ふじこがわ                | 2次支川                | 岐阜県 滋賀県         | 大垣市、関ケ原町、米原市                  | 9.5             |                                  |
| 今須川                | いますがわ                | 3次支川                | 岐阜県                | 大垣市、関ケ原町                          | 11.3            |                                  |
| 赤尾川 古田川         | あかおがわ ふるたがわ     | 2次支川                | 岐阜県 三重県         | 大垣市、いなべ市                          | 3.3             |                                  |
| 東谷川                | ひがしだにがわ            | 3次支川                | 岐阜県                | 大垣市                                    | 1.9             |                                  |
| 平野井川              | ひらのいがわ              | 1次支川                | 岐阜県                | 大垣市、瑞穂市、神戸町                    | 3.0             |                                  |
| 東平野井川            | ひがしひらのいがわ        | 2次支川                | 岐阜県                | 神戸町                                    | 2.8             |                                  |
| 根尾川 （根尾西谷川） | ねおがわ                  | 1次支川                | 中部地方整備局 岐阜県 | 神戸町、瑞穂市、大野町、 本巣市、揖斐川町 | 47.2            |                                  |
| 花田川                | はなだがわ                | 2次支川                | 岐阜県                | 大野町、神戸町                            | 9.2             |                                  |
| 三水川                | みみずがわ                | 2次支川                | 岐阜県                | 大野町                                    | 12.3            |                                  |
| 管瀬川                | くだせがわ                | 2次支川                | 岐阜県                | 揖斐川町                                  | 6.5             |                                  |
| 府内川                | ふないがわ                | 2次支川                | 岐阜県                | 揖斐川町                                  | 2.6             |                                  |
| 根尾東谷川            | ねおひがしたにがわ        | 2次支川                | 岐阜県                | 本巣市                                    | 18.8            |                                  |
| 桂川                  | かつらがわ                | 1次支川                | 岐阜県                | 大野町、揖斐川町                          | 4.4             |                                  |
| 白石川                | しらいしがわ              | 2次支川                | 岐阜県                | 揖斐川町                                  | 3.3             |                                  |
| 粕川                  | かすかわ                  | 1次支川                | 岐阜県                | 揖斐川町、池田町                          | 18.2            |                                  |
| 高橋谷川              | たかはしだにがわ          | 2次支川                | 岐阜県                | 揖斐川町                                  | 6.0             |                                  |
| 長谷川                | ながたにがわ              | 2次支川                | 岐阜県                | 揖斐川町                                  | 5.5             |                                  |
| 表川                  | おもてがわ                | 2次支川                | 岐阜県                | 揖斐川町                                  | 2.0             |                                  |
| 飛鳥川                | あすかがわ                | 1次支川                | 岐阜県                | 揖斐川町                                  | 5.5             |                                  |
| 高知川                | たかちがわ                | 1次支川                | 岐阜県                | 揖斐川町                                  | 7.5             |                                  |
| 日坂川                | ひさかがわ                | 1次支川                | 岐阜県                | 揖斐川町                                  | 6.5             |                                  |
| 坂内川                | さかうちがわ              | 1次支川                | 中部地方整備局 岐阜県 | 揖斐川町                                  | 18.4            |                                  |
| 白川                  | しろかわ                  | 2次支川                | 岐阜県                | 揖斐川町                                  | 8.2             |                                  |
| 大谷川                | おおたにがわ              | 2次支川                | 岐阜県                | 揖斐川町                                  | 3.2             |                                  |
| 広瀬浅又川            | ひろせあさまたがわ        | 2次支川                | 岐阜県                | 揖斐川町                                  | 2.2             |                                  |
| 原谷川                | はらたにがわ              | 1次支川                | 中部地方整備局        | 揖斐川町                                  | 0.1             |                                  |
| 白谷川                | しろたにがわ              | 1次支川                | 中部地方整備局        | 揖斐川町                                  | 3.2             |                                  |
| 上ノ谷川              | うえのたにがわ            | 1次支川                | 中部地方整備局        | 揖斐川町                                  | 1.8             |                                  |
| シツ谷川              | しつたにがわ              | 1次支川                | 中部地方整備局        | 揖斐川町                                  | 1.5             |                                  |
| 西谷川                | にしたにがわ              | 1次支川                | 中部地方整備局 岐阜県 | 揖斐川町                                  | 12.5            |                                  |
| 漆谷川                | うるしたにがわ            | 1次支川                | 中部地方整備局        | 揖斐川町                                  | 2.7             |                                  |
| 磯谷川                | いそたにがわ              | 1次支川                | 中部地方整備局        | 揖斐川町                                  | 2.5             |                                  |
| 鬼生谷川              | おにうたにがわ            | 1次支川                | 中部地方整備局        | 揖斐川町                                  | 2.5             |                                  |
| 扇谷川                | おおぎたにがわ            | 1次支川                | 中部地方整備局        | 揖斐川町                                  | 3.4             |                                  |
| 西赤谷川              | にしあかたにがわ          | 1次支川                | 中部地方整備局        | 揖斐川町                                  | 1.2             |                                  |

### 長良川の支流
長良川は木曽川の2次支川（及び揖斐川の1次支川）とされるが、下記表中では本川とし、以下の支川は長良川に対しての次数を示す。
| 河川                | よみ                   | 次数                   | 管理者                | 主な経過地                                | 河川延長 （km） | 備考 |
| ------------------- | ---------------------- | ---------------------- | --------------------- | ----------------------------------------- | --------------- | ---- |
| 長良川              | ながらがわ             | 本川 （木曽川2次支川） | 中部地方整備局 岐阜県 |                                           |                 |      |
| 長島川              | ながしまがわ           | 1次支川                | 三重県                | 桑名市                                    |                 |      |
| 新川                | しんかわ               | 2次支川                | 三重県                | 桑名市                                    |                 |      |
| 長島川放水路        | ながしまがわほうすいろ | 2次支川                | 三重県                | 桑名市                                    |                 |      |
| 桑原川              | くわばらがわ           | 1次支川                | 岐阜県                | 羽島市                                    | 8.4             |      |
| 犀川                | さいかわ               | 1次支川                | 中部地方整備局 岐阜県 | 大垣市、瑞穂市、本巣市                    | 12.9            |      |
| 天王川              | てんのうがわ           | 2次支川                | 中部地方整備局 岐阜県 | 瑞穂市、北方町                            | 9.0             |      |
| 中川                | なかがわ               | 3次支川                | 岐阜県                | 瑞穂市、本巣市                            | 6.7             |      |
| 天王川放水路        | てんのうがわほうすいろ | 3次支川                | 岐阜県                | 岐阜市、瑞穂市                            |                 |      |
| 新堀川              | しんぼりがわ           | 2次支川                | 岐阜県                | 瑞穂市                                    | 2.4             |      |
| 高野川              | たかのがわ             | 3次支川                | 岐阜県                | 瑞穂市                                    | 0.3             |      |
| 新高野川            | しんたかのがわ         | 4次支川                | 岐阜県                | 瑞穂市                                    | 0.2             |      |
| 五六川              | ごろくがわ             | 2次支川                | 中部地方整備局        | 瑞穂市                                    | 7.6             |      |
| 起証田川            | きしょうでんがわ       | 3次支川                | 岐阜県                | 瑞穂市                                    | 0.3             |      |
| 宝江川              | ほうえがわ             | 2次支川                | 岐阜県 瑞穂市         | 瑞穂市                                    | 2.6             |      |
| 長護寺川            | ちょうごじがわ         | 2次支川                | 岐阜県                | 瑞穂市                                    | 4.0             |      |
| 政田川              | まさだがわ             | 2次支川                | 岐阜県                | 本巣市、瑞穂市                            | 2.4             |      |
| 境川                | さかいがわ             | 1次支川                | 岐阜県                | 羽島市、岐阜市、笠松町、 岐南町、各務原市 | 22.9            |      |
| 新荒田川            | しんあらたがわ         | 2次支川                | 岐阜県                | 岐阜市                                    | 11.1            |      |
| 岩戸川              | いわどがわ             | 3次支川                | 岐阜県                | 岐阜市                                    | 1.0             |      |
| 岩地川              | いわちがわ             | 2次支川                | 岐阜県                | 各務原市、岐阜市                          | 2.4             |      |
| 大江川              | おおえがわ             | 1次支川                | 岐阜県                | 岐阜市                                    | 11.3            |      |
| 荒田川              | あらたがわ             | 1次支川                | 岐阜県                | 岐阜市                                    | 6.4             |      |
| 論田川              | ろんでんがわ           | 2次支川                | 岐阜県                | 岐阜市                                    | 2.7             |      |
| 糸貫川              | いとぬきがわ           | 1次支川                | 岐阜県                | 瑞穂市、本巣市、北方町                    | 15.2            |      |
| 伊自良川            | いじらがわ             | 1次支川                | 中部地方整備局 岐阜県 | 岐阜市、山県市                            | 18.1            |      |
| 根尾川 （古根尾川） | ねおがわ               | 2次支川                | 岐阜県                | 岐阜市                                    | 4.5             |      |
| 板屋川              | いたやがわ             | 2次支川                | 岐阜県                | 岐阜市、本巣市                            | 9.4             |      |
| 早田川              | そうでんがわ           | 2次支川                | 岐阜県                | 岐阜市                                    | 3.5             |      |
| 則武川              | のりたけがわ           | 2次支川                | 岐阜県                | 岐阜市                                    | 0.1             |      |
| 新堀川              | しんぼりがわ           | 2次支川                | 岐阜県                | 岐阜市                                    | 3.0             |      |
| 正木川              | まさきがわ             | 2次支川                | 岐阜県                | 岐阜市                                    | 4.8             |      |
| 鷺山川              | さぎやまがわ           | 2次支川                | 岐阜県                | 岐阜市                                    | 0.3             |      |
| 鳥羽川 大桑川       | とばがわ おおががわ    | 2次支川                | 岐阜県                | 岐阜市、山県市                            | 14.9            |      |
| 天神川              | てんじんがわ           | 3次支川                | 岐阜県                | 岐阜市                                    | 3.6             |      |
| 新川                | しんかわ               | 3次支川                | 岐阜県                | 岐阜市、山県市                            | 3.5             |      |
| 石田川              | いしだがわ             | 4次支川                | 岐阜県                | 山県市、岐阜市                            | 8.0             |      |
| 椎倉川              | しぐらがわ             | 3次支川                | 岐阜県                | 山県市                                    | 1.5             |      |
| 東川                | ひがしがわ             | 3次支川                | 岐阜県                | 山県市                                    | 1.3             |      |
| 椿川                | つばきがわ             | 4次支川                | 岐阜県                | 山県市                                    | 0.3             |      |
| 城田寺川            | きだいじがわ           | 2次支川                | 岐阜県                | 岐阜市                                    | 0.4             |      |
| しびり川            | しびりがわ             | 2次支川                | 岐阜県                | 山県市                                    | 1.9             |      |
| 両満川              | りょうまんがわ         | 1次支川                | 岐阜県                | 岐阜市                                    | 5.3             |      |
| 山田川              | やまだがわ             | 1次支川                | 岐阜県                | 岐阜市、関市                              | 4.6             |      |
| 津保川              | つぼがわ               | 1次支川                | 岐阜県                | 岐阜市、関市、富加町                      | 45.8            |      |
| 関川                | せきがわ               | 2次支川                | 岐阜県                | 関市                                      | 3.0             |      |
| 吉田川              | きったがわ             | 2次支川                | 岐阜県                | 関市                                      | 2.9             |      |
| 蜂屋川              | はちやがわ             | 2次支川                | 岐阜県                | 関市、美濃加茂市                          | 9.9             |      |
| 詰田川              | つめたがわ             | 2次支川                | 岐阜県                | 富加町、美濃加茂市                        | 4.1             |      |
| 川浦川              | かわうらがわ           | 2次支川                | 岐阜県                | 富加町、美濃加茂市                        | 13.7            |      |
| 大洞川              | おおぼらがわ           | 3次支川                | 岐阜県                | 富加町、美濃加茂市                        | 4.0             |      |
| 廿屋川              | つづやがわ             | 3次支川                | 岐阜県                | 美濃加茂市                                | 4.8             |      |
| 太市川              | たいちがわ             | 3次支川                | 岐阜県                | 美濃加茂市                                | 0.8             |      |
| 納古川              | のこがわ               | 3次支川                | 岐阜県                | 美濃加茂市、川辺町                        | 1.0             |      |
| 志津野川            | しつのがわ             | 2次支川                | 岐阜県                | 富加町、関市                              | 3.0             |      |
| 小野川              | おのがわ               | 2次支川                | 岐阜県                | 関市、美濃市                              | 3.7             |      |
| 轡野川              | くつわのがわ           | 2次支川                | 岐阜県                | 関市                                      | 2.8             |      |
| 祖父川川            | そぶかわがわ           | 2次支川                | 岐阜県                | 関市                                      | 3.7             |      |
| 中之保川            | なかのほがわ           | 2次支川                | 岐阜県                | 関市                                      | 4.8             |      |
| 水成川              | みずなりがわ           | 2次支川                | 岐阜県                | 関市                                      | 2.5             |      |
| 武儀倉川            | むぎくらがわ           | 2次支川                | 岐阜県                | 関市                                      | 5.3             |      |
| 小那比川            | おなびがわ             | 2次支川                | 岐阜県                | 関市、郡上市                              | 8.0             |      |
| 少合川              | しょうごうがわ         | 2次支川                | 岐阜県                | 関市                                      | 2.3             |      |
| 福富川              | ふくとみがわ           | 1次支川                | 岐阜県                | 岐阜市                                    | 1.6             |      |
| 武儀川              | むぎがわ               | 1次支川                | 岐阜県                | 関市、岐阜市、山県市                      | 24.2            |      |
| エゴ川              | えごがわ               | 2次支川                | 岐阜県                | 関市、山県市                              | 2.2             |      |
| 西洞川              | にしぼらがわ           | 2次支川                | 岐阜県                | 山県市                                    | 1.8             |      |
| 日永谷川            | ひながたにがわ         | 2次支川                | 岐阜県                | 山県市                                    | 2.6             |      |
| 出戸川              | でとがわ               | 3次支川                | 岐阜県                | 山県市                                    | 1.8             |      |
| 船越川              | ふなこしがわ           | 4次支川                | 岐阜県                | 山県市                                    | 2.7             |      |
| 神崎川              | かんざきがわ           | 2次支川                | 岐阜県                | 山県市                                    | 4.8             |      |
| 伊往戸川            | いおうどがわ           | 3次支川                | 岐阜県                | 山県市                                    | 7.6             |      |
| 余取川              | よとりがわ             | 1次支川                | 岐阜県                | 美濃市                                    | 4.2             |      |
| 板取川              | いたどりがわ           | 1次支川                | 岐阜県                | 美濃市、関市                              | 37.3            |      |
| 片知川              | かたちがわ             | 2次支川                | 岐阜県                | 美濃市                                    | 5.9             |      |
| 神洞川              | かんぼらがわ           | 2次支川                | 岐阜県                | 美濃市                                    | 2.7             |      |
| 半道川              | はみちがわ             | 2次支川                | 岐阜県                | 美濃市                                    | 2.9             |      |
| 柿野川              | かきのがわ             | 2次支川                | 岐阜県                | 関市、山県市                              | 4.6             |      |
| 川浦谷川            | かおれだにがわ         | 2次支川                | 岐阜県                | 関市                                      | 4.2             |      |
| 西ケ洞谷川          | にしがほらたにがわ     | 3次支川                | 岐阜県                | 関市                                      | 12.9            |      |
| 粥川                | かゆかわ               | 1次支川                | 岐阜県                | 郡上市                                    | 3.1             |      |
| 亀尾島川            | きびしまがわ           | 1次支川                | 岐阜県                | 郡上市                                    | 22.2            |      |
| 吉田川              | よしだがわ             | 1次支川                | 岐阜県                | 郡上市                                    | 21.6            |      |
| 小駄良川            | こだらがわ             | 2次支川                | 岐阜県                | 郡上市                                    | 6.0             |      |
| 神路川              | かんじがわ             | 1次支川                | 岐阜県                | 郡上市                                    | 8.0             |      |
| 落部谷川            | おちべだにがわ         | 1次支川                | 岐阜県                | 郡上市                                    | 4.4             |      |
| 栗巣川              | くりすがわ             | 1次支川                | 岐阜県                | 郡上市                                    | 10.0            |      |
| 古道川              | ふるみちがわ           | 2次支川                | 岐阜県                | 郡上市                                    | 4.7             |      |
| 大間見川            | おおまみがわ           | 1次支川                | 岐阜県                | 郡上市                                    | 9.0             |      |
| 小間見川            | こまみがわ             | 2次支川                | 岐阜県                | 郡上市                                    | 6.0             |      |
| 牛道川              | うしみちがわ           | 1次支川                | 岐阜県                | 郡上市                                    | 9.2             |      |
| 阿多岐川            | あたぎがわ             | 2次支川                | 岐阜県                | 郡上市                                    | 4.8             |      |
| 板倉川              | いたくらがわ           | 3次支川                | 岐阜県                | 郡上市                                    | 1.3             |      |
| 曽部地川            | そべじがわ             | 1次支川                | 岐阜県                | 郡上市                                    | 2.9             |      |
| 鷲見川              | すみがわ               | 1次支川                | 岐阜県                | 郡上市                                    | 3.0             |      |

## 主な河川施設
木曽川水系では、まず水力発電による電源開発が行われた。大井ダムを皮切りに木曽川・飛騨川に数多くのダム・発電所が建設され、日本土木史の先駆けとなった。

### 施設一覧
| 本流・ 一次支流 | 二次支流 | 三次支流   | ダム             | 型式         | 高さ  | 総貯水容量 | 事業者              | 備考                    |
| --------------- | -------- | ---------- | ---------------- | ------------ | ----- | ---------- | ------------------- | ----------------------- |
| 木曽川          |          |            | 味噌川ダム       | ロックフィル | 140.0 | 61,000     | 水資源機構          |                         |
| 木曽川          |          |            | 読書ダム         | 重力         | 32.1  | 4,351      | 関西電力            |                         |
| 木曽川          |          |            | 山口ダム         | 重力         | 38.6  | 3,484      | 関西電力            |                         |
| 木曽川          |          |            | 落合ダム         | 重力         | 33.3  | 3,872      | 関西電力            | 通達第二類ダム          |
| 木曽川          |          |            | 大井ダム         | 重力         | 53.4  | 29,400     | 関西電力            | 通達第二類ダム          |
| 木曽川          |          |            | 笠置ダム         | 重力         | 40.8  | 14,121     | 関西電力            | 通達第二類ダム          |
| 木曽川          |          |            | 丸山ダム         | 重力         | 98.2  | 79,520     | 国土交通省 関西電力 | 再開発中                |
| 木曽川          |          |            | 新丸山ダム       | 重力         | 122.5 | 146,000    | 国土交通省          | 事業見直し対象          |
| 木曽川          |          |            | 兼山ダム         | 重力         | 36.3  | 9,393      | 関西電力            |                         |
| 木曽川          |          |            | 今渡ダム         | 重力         | 34.3  | 9,470      | 関西電力            |                         |
| 木曽川          |          |            | 犬山頭首工       | 堰           | -     | -          | 農林水産省          |                         |
| 木曽川          |          |            | 木曽川大堰       | 堰           | -     | -          | 水資源機構          |                         |
| 王滝川          |          |            | 三浦ダム         | 重力         | 83.2  | 62,216     | 関西電力            |                         |
| 王滝川          |          |            | 王滝川ダム       | 重力         | 18.2  | 589        | 関西電力            |                         |
| 王滝川          |          |            | 牧尾ダム         | ロックフィル | 104.5 | 75,000     | 水資源機構          | 通達第一類ダム 再開発中 |
| 王滝川          |          |            | 常盤ダム         | 重力         | 24.1  | 1,288      | 関西電力            |                         |
| 王滝川          |          |            | 木曽ダム         | 重力         | 35.2  | 4,367      | 関西電力            |                         |
| 伊奈川          |          |            | 伊奈川ダム       | 重力         | 43.0  | 803        | 関西電力            |                         |
| 付知川          | 加子母川 |            | 加子母防災ダム   | 重力         | 35.6  | 733        | 岐阜県              |                         |
| 阿木川          |          |            | 阿木川ダム       | ロックフィル | 102.0 | 48,000     | 水資源機構          |                         |
| 阿木川          | 富田川   |            | 岩村ダム         | 重力         | 35.8  | 280        | 岐阜県              |                         |
| 中野方川        |          |            | 中野方ダム       | 重力         | 43.5  | 411        | 岐阜県              |                         |
| 飛騨川          |          |            | 高根第一ダム     | アーチ       | 133.0 | 43,568     | 中部電力            |                         |
| 飛騨川          |          |            | 高根第二ダム     | 中空重力     | 69.0  | 11,927     | 中部電力            |                         |
| 飛騨川          |          |            | 朝日ダム         | 重力         | 87.0  | 25,513     | 中部電力            |                         |
| 飛騨川          |          |            | 久々野ダム       | 重力         | 26.7  | 1,247      | 中部電力            |                         |
| 飛騨川          |          |            | 小坂ダム         | 堰           | 10.6  | -          | 中部電力            |                         |
| 飛騨川          |          |            | 東上田ダム       | 重力         | 18.0  | 1,065      | 中部電力            |                         |
| 飛騨川          |          |            | 瀬戸ダム         | 堰           | 5.4   | -          | 中部電力            |                         |
| 飛騨川          |          |            | 下原ダム         | 重力         | 23.9  | 2,936      | 中部電力            |                         |
| 飛騨川          |          |            | 大船渡ダム       | 堰           | 13.0  | 1,660      | 中部電力            |                         |
| 飛騨川          |          |            | 七宗ダム         | 堰           | 10.6  | 783        | 中部電力            |                         |
| 飛騨川          |          |            | 名倉ダム         | 堰           | 13.5  | 1,151      | 中部電力            |                         |
| 飛騨川          |          |            | 上麻生ダム       | 堰           | 13.2  | 706        | 中部電力            |                         |
| 飛騨川          |          |            | 川辺ダム         | 重力         | 27.0  | 14,492     | 中部電力            |                         |
| 飛騨川          | 秋神川   |            | 秋神ダム         | 重力         | 74.0  | 17,584     | 中部電力            |                         |
| 飛騨川          | 大ヶ洞川 |            | 大ヶ洞ダム       | 重力         | 30.0  | 190        | 岐阜県              |                         |
| 飛騨川          | 馬瀬川   |            | 西村ダム         | 重力         | 19.5  | 276        | 中部電力            |                         |
| 飛騨川          | 馬瀬川   |            | 岩屋ダム         | ロックフィル | 127.5 | 173,500    | 水資源機構          |                         |
| 飛騨川          | 馬瀬川   |            | 馬瀬川第二ダム   | 重力         | 44.5  | 9,736      | 中部電力            |                         |
| 飛騨川          | 細尾谷   |            | 細尾谷ダム       | 重力         | 22.4  | 71         | 中部電力            |                         |
| 水無瀬川        |          |            | 水無瀬ダム       | 重力         | 43.5  | 1,042      | 岐阜県              | 事業見直し対象          |
| 加茂川          | 蜂屋川   |            | 蜂屋調整池       | アース       | 30.0  | 550        | 水資源機構          |                         |
| 可児川          |          |            | 松野ダム         | アース       | 26.7  | 3,313      | 水資源機構 岐阜県   |                         |
| 可児川          | 久々利川 |            | 小渕ダム         | ロックフィル | 18.4  | 552        | 岐阜県              |                         |
| 長良川          |          |            | 長良川河口堰     | 堰           | -     | 38,700     | 水資源機構          |                         |
| 長良川          | 牛道川   | 阿多岐川   | 阿多岐ダム       | 重力         | 71.4  | 2,550      | 岐阜県              |                         |
| 長良川          | 亀尾島川 |            | 内ヶ谷ダム       | 重力         | 81.7  | 9,100      | 岐阜県              | 事業見直し対象          |
| 長良川          | 板取川   | 西ヶ洞谷川 | 川浦ダム         | アーチ       | 107.5 | 10,000     | 中部電力            |                         |
| 長良川          | 伊自良川 |            | 伊自良ダム       | アース       | 17.1  | 547        | 岐阜県              |                         |
| 揖斐川          |          |            | 徳山ダム         | ロックフィル | 161.0 | 660,000    | 水資源機構          |                         |
| 揖斐川          |          |            | 横山ダム         | 中空重力     | 80.8  | 43,000     | 国土交通省          | 再開発中                |
| 揖斐川          |          |            | 久瀬ダム         | 重力         | 34.0  | 4,631      | 中部電力            |                         |
| 揖斐川          |          |            | 西平ダム         | 重力         | 31.5  | 4,490      | 中部電力            |                         |
| 揖斐川          |          |            | 岡島頭首工       | 堰           | -     | -          | 土地改良区          | 農林水産省施工          |
| 揖斐川          | 坂内川   |            | 神岳ダム         | 重力         | 20.0  | 215        | イビデン            |                         |
| 揖斐川          | 高橋谷川 |            | 高橋谷ダム       | 重力         | 18.5  | 39         | 中部電力            |                         |
| 揖斐川          | 根尾川   |            | 金原ダム         | 堰           | -     | -          | 中部電力            |                         |
| 揖斐川          | 根尾川   | 根尾東谷川 | 上大須ダム       | ロックフィル | 98.0  | 12,000     | 中部電力            |                         |
| 揖斐川          | 牧田川   |            | 牧田川頭首工     | 堰           | -     | -          | 水資源機構          |                         |
| 揖斐川          | 牧田川   | 東谷川     | 打上調整池       | アース       | 29.7  | 2,260      | 水資源機構          |                         |
| 揖斐川          | 牧田川   | 藤古川     | 藤古川ダム       | 堰           | -     | -          | 関ケ原町            |                         |
| 揖斐川          | 牧田川   | 岩手川     | 不破北部防災ダム | アース       | 42.5  | 1,128      | 岐阜県              |                         |
| 木曽川用水      |          |            | 上飯田調整池     | アース       | 16.1  | 70         | 水資源機構          |                         |
| 愛知用水        | （境川） | （前川）   | 愛知池           | アース       | 31.0  | 9,100      | 水資源機構          |                         |
| 愛知用水        |          |            | 三好池           | アース       | 20.0  | 2,235      | 水資源機構          |                         |
| 愛知用水        |          |            | 佐布里池         | アース       | 21.0  | 5,300      | 水資源機構          |                         |

（備考）2010年（平成22年）現在のデータ。黄色欄は施工中、桃色欄は民主党政権により2009年（平成21年）12月事業の再検討を求められているダム。

### 用水路一覧
| 用水路名                          | 所在地               | 取水河川                         | 水源                                                   | 取水口                | 管理主体                                   |
| --------------------------------- | -------------------- | -------------------------------- | ------------------------------------------------------ | --------------------- | ------------------------------------------ |
| 愛知用水                          | 岐阜県 愛知県        | 木曽川 長良川                    | 牧尾ダム 阿木川ダム 味噌川ダム 長良川河口堰（緊急時）  | 兼山ダム              | 水資源機構水路事業部                       |
| 木曽川用水                        | 岐阜県 愛知県 三重県 | 木曽川 飛騨川                    | 岩屋ダム                                               | 上麻生ダム 木曽川大堰 | 水資源機構水路事業部                       |
| 東濃用水                          | 岐阜県               | 木曽川                           | 牧尾ダム 阿木川ダム 味噌川ダム                         | 落合ダム              | 岐阜県                                     |
| 曽代用水                          | 岐阜県               | 長良川                           | 長良川左岸（美濃市曽代）                               | 天神大橋付近          | 曽代用水土地改良区                         |
| 各務用水                          | 岐阜県               | 長良川                           | 長良川左岸（関市小瀬）                                 | 鮎ノ瀬橋付近          | 各務用水土地改良区                         |
| 席田用水 真桑用水                 | 岐阜県               | 根尾川                           | 根尾川左岸（本巣市山口）                               | 山口取水口            | 席田井水土地改良区 真桑方井水土地改良区    |
| 西濃用水                          | 岐阜県               | 揖斐川                           | 横山ダム                                               | 岡島頭首工            | 西濃用水土地改良区                         |
| 濃尾用水 （木津・宮田・羽島用水） | 愛知県 岐阜県        | 木曽川                           | 丸山ダム                                               | 犬山頭首工            | 羽島用水土地改良区 宮田用水土地改良区 など |
| 三重用水                          | 岐阜県 三重県        | 揖斐川 員弁川 朝明川 鈴鹿川 など | 中里ダム 打上調整池 加佐登調整池 宮川調整池 菰野調整池 | 牧田川頭首工 など     | 水資源機構水路事業部                       |